# Socialisme in België
Socialisme in België is een overzichtsartikel over de geschiedenis van het socialisme in België.

## Geschiedenis

### De opkomst van het socialisme

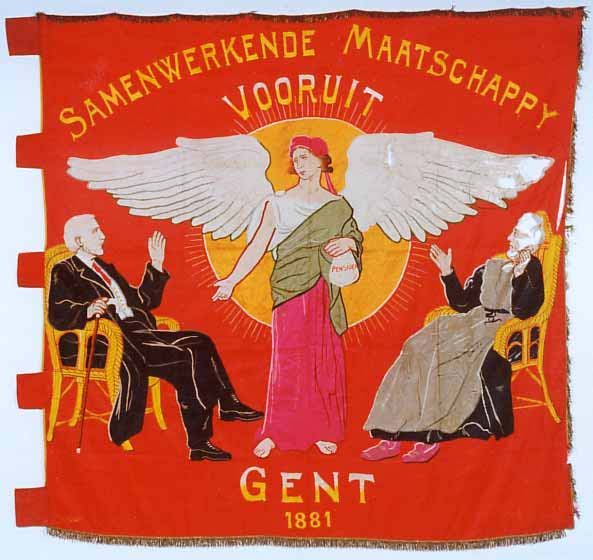
Vlag van de Samenwerkende Maatschappij Vooruit van Gent uit 1924 als zinnebeeld van het pensioen.

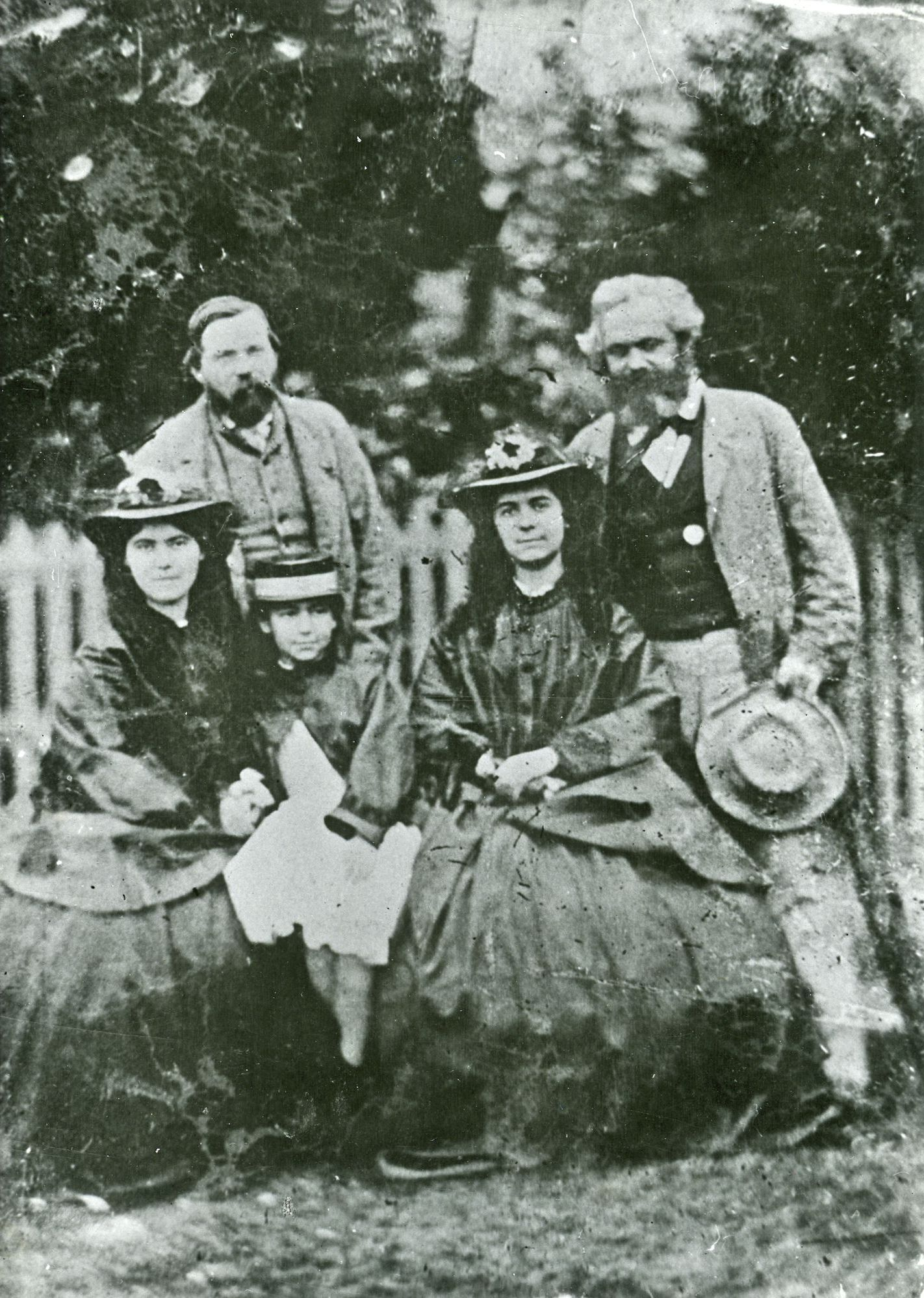
Friedrich Engels en Karl Marx met zijn drie dochters.

In het begin van de 19e eeuw geeft de industrialisatie een enorme impuls aan het kapitalisme. De arbeiders werkten voor minimumlonen en leefden in ellendige omstandigheden. Ze klopten werkdagen van 14 uur in ongezonde werkplaatsen en tegen een hongerloon. Onder de arbeiders waren ook veel kinderen. De arbeiders en hun gezinnen hadden te kampen met huisvestingsproblemen. Bovendien was er geen enkele vorm van sociale bescherming. Wie ontslagen werd of getroffen werd door een arbeidsongeval of ziekte, viel van de ene op de andere dag zonder inkomen. Uitbetaling van loon gebeurde tot 1887 meestal volgens het trucksysteem, waarbij de werkgevers een gedeelte in natura betaalden.
Begin 1845 verhuisde Karl Marx naar Brussel, nadat hij afstand had gedaan van zijn Pruisisch staatsburgerschap. Hij verbleef er op vijf verschillende adressen, waaronder het pension Le Bois Sauvage op het Sint-Goedeleplein. Via een (Duitse) huisarts kwam Marx in contact met de jurist Gustav Mayntz, die zijn aanvraag tot verblijfsvergunning formuleerde. Hij moest hiervoor echter instemmen om in België niet te publiceren over actuele politiek. Tevens kwam hij er in contact met een kring van ca. drie- tot vierduizend Duitsers (in ballingschap) die toen in de stad verbleven, waaronder een groep dynamische (precisie)arbeiders met wie hij de 'ontwikkelingsclub' de Deutscher Bildungsverein für Arbeiter oprichtte. Deze groep kwam tweemaal per week samen, eenmaal om te discussiëren, studeren en de kranten door te nemen en eenmaal om zich te amuseren. Ook was hij betrokken als ondervoorzitter bij de Association Démocratique, ayant pour but l'union et la fraternité de tous les peuples (opgericht 27 september 1847) van de advocaten Lucien Jottrand en Charles-Louis Spilthoorn. Bij de oprichting van deze beweging waren ook veel in België wonende buitenlanders betrokken, onder meer Polen, Zwitsers, Fransen en Duitsers. Deze groep trof elkaar onder meer in het café De Zwaan op de Grote Markt te Brussel.
Tijdens de drie jaar dat Marx in Brussel verbleef verschenen enkele van zijn belangrijkste werken. In februari 1845 verscheen De Heilige Familie, het eerste gezamenlijk werk met Friedrich Engels, en betrof een kritiek op Bruno Bauer en de zijnen. In hetzelfde jaar begonnen Marx en Engels met het schrijven van De Duitse Ideologie – een kritiek op Ludwig Feuerbach, Bruno Bauer en Max Stirner -, met daarin opgenomen de beroemde Stellingen over Feuerbach. Een uitgever werd echter niet gevonden, waardoor de eerste volledige publicatie dateerde van 1932. In 1847 verscheen De armoede van de filosofie, een kritiek op De filosofie van de armoede door Pierre-Joseph Proudhon. Anders dan de titel deed vermoeden, was dit vooral een economische uiteenzetting, waarin de waardetheorie uitgebreid aan de orde kwam: de arbeids(ver-)deling wordt besproken en het concurrentie-principe en het boek bevat ook een hoofdstuk over grondrente. Eind 1847 vond een bijeenkomst plaats van de Bond der Rechtvaardigen (later: Bond der Communisten) in Londen waarbij onder meer Engels aanwezig weg. Aldaar kregen Marx en Engels de opdracht een programma te schrijven, het op 21 februari 1848 verschenen Communistisch Manifest met als motto: Proletariërs aller landen, verenigt U! De beroemde beginregel van dit Manifest luidde: "Een spook waart door Europa – het spook van het communisme." Toen Marx in zijn Deutsche Brüsseler Zeitung van 27 februari 1848 de Parijse februarirevolutie loofde, vaardigde de Belgische overheid een verbod uit op de krant, arresteerde Marx wegens ordeverstoring en zette hem het land uit.

### De eerste bewegingen

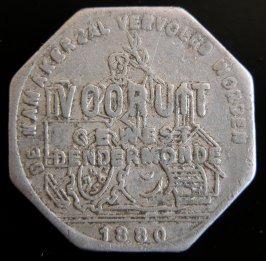
Achterzijde van een broodkaart van de Samenwerkende Maatschappij Vooruit gewest Dendermonde uit 1880.

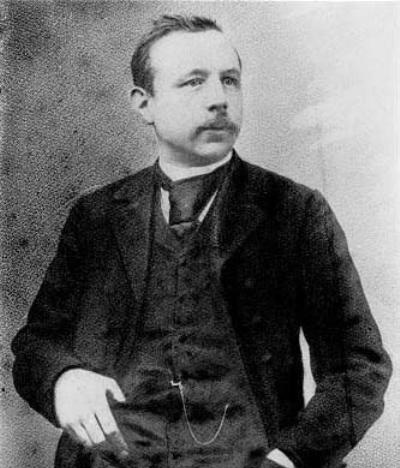
Portret van Edward Anseele omstreeks 1890.

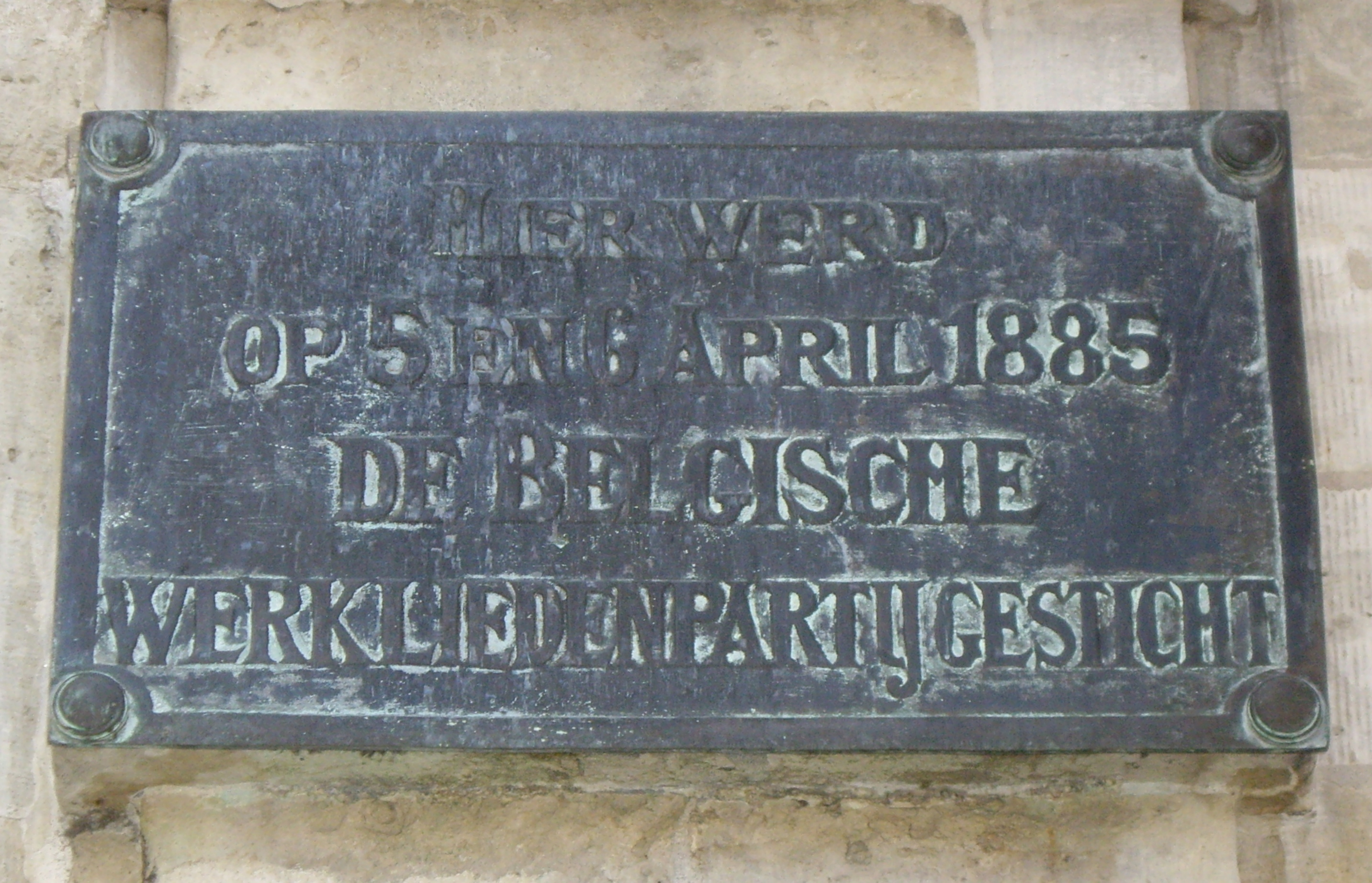
Gedenkplaat voor de stichting van de Belgische Werkliedenpartij in café De Zwaan (1885) op de Grote Markt te Brussel.

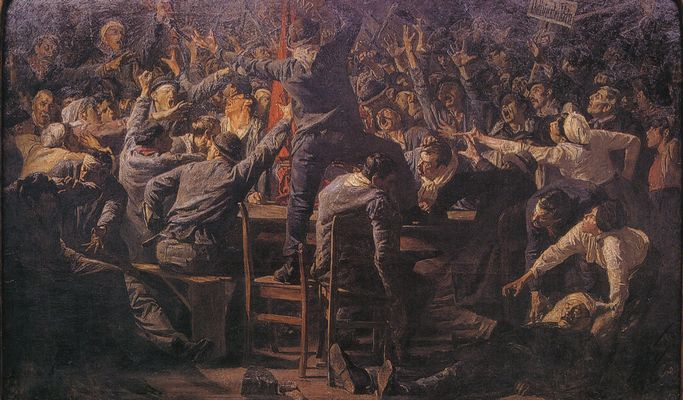
De werkstaking van Henry Luyten (1889), een impressie van zijn verblijf in de Borinage omstreeks 1886-'87. (KMSKA, Antwerpen)

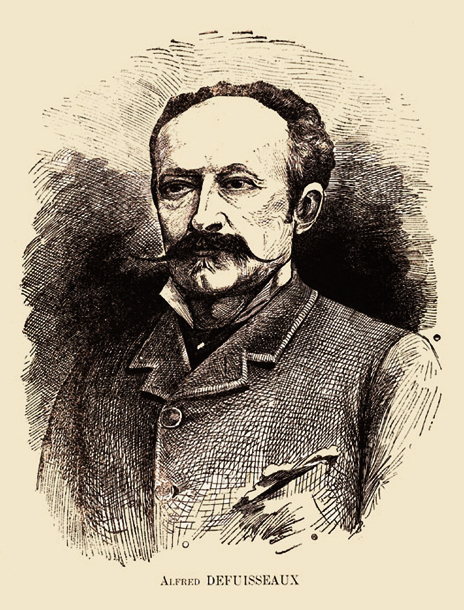
Portret van Alfred Defuisseaux omstreeks 1901.

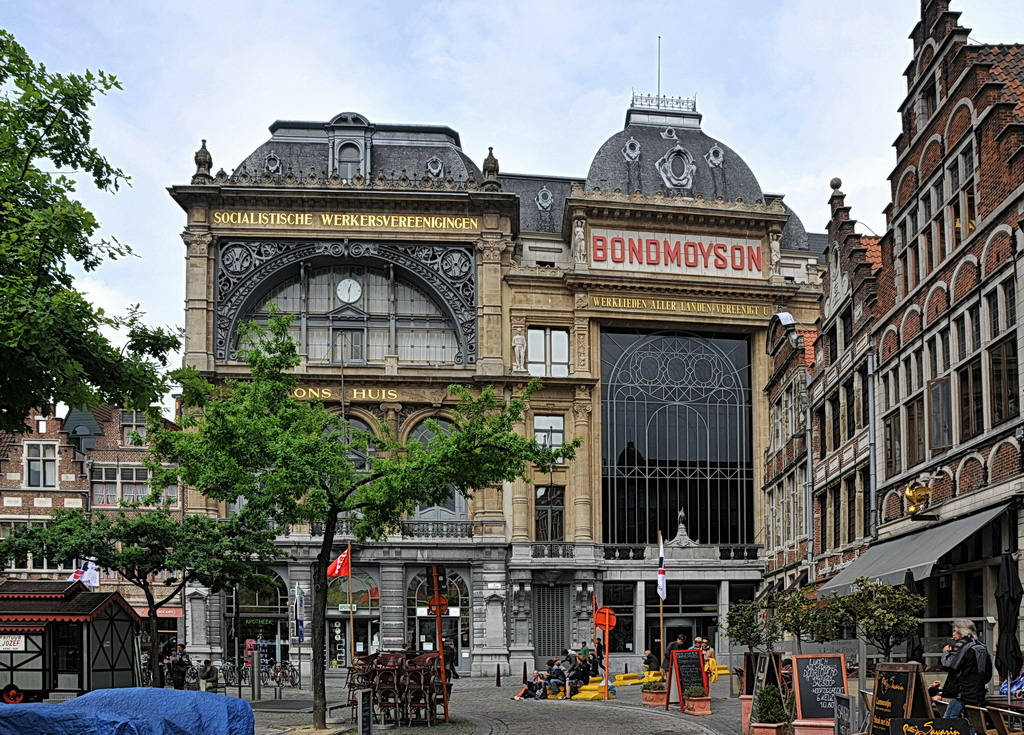
Zicht op de Bond Moyson en Ons Huis vanop de Vrijdagmarkt te Gent.

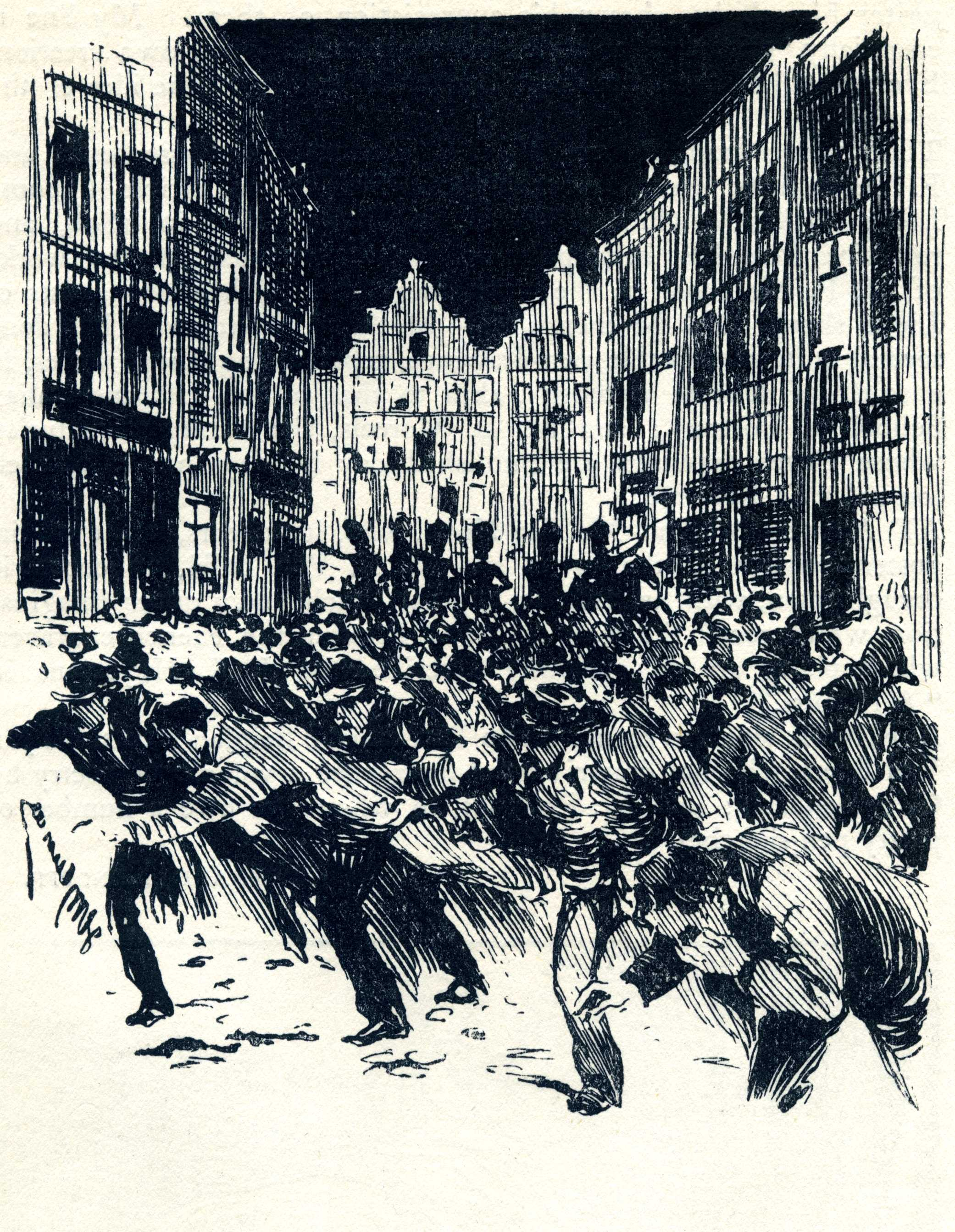
De algemene staking van 1902 uitgebeeld door Henri Meunier.

Stilaan groeide bij de arbeiders het besef dat ze zich moesten verenigen om hun leef- en arbeidsomstandigheden te kunnen verbeteren. Tussen 1840 en 1850 waren de Brusselse marmerbewerkers, houtbeeldhouwers, typografen, zeetouwers en passementwerkers de eerste arbeiders die syndicaten vormden. Op 4 maart 1857 werd vervolgens in Gent de Broederlijke Maatschappij der Wevers opgericht. Een maand later hielden de spinners hun Maatschappij der Noodlijdende Broeders boven de doopvont. Al snel viel de arbeidersbeweging echter uiteen in een socialistische en een christelijke vleugel. Hierbij kozen de socialisten voor de klassenstrijd als strategie om sociale vooruitgang te boeken in tegenstelling tot de christelijke vakbeweging die zich afzette tegen de 'goddeloze' socialisten, onder impuls van de Rooms-Katholieke Kerk. Deze ondersteunde de uitbouw van een christelijke arbeidersbeweging, enerzijds om de arbeiders uit het vaarwater van het vrijzinnige socialisme te houden en anderzijds omdat ook zij de nood inzag van sociale vooruitgang voor de werkende massa. Eveneens in 1857 werd de Brusselse organisatie Les Solidaires opgericht door de drukker Désiré Brismeé, een aanhanger van het rationeel socialisme van Jean Hyppolyte de Colins. Uit Les Solidaires ontstond in 1860 de organisatie Le Peuple van César De Paepe. In juli 1865 vormden een groep proudhonisten samen met Le Peuple de Belgische afdeling van de Eerste Internationale, de afdeling telde circa zestig leden. César de Paepe was een voorstander van een decentraal georganiseerde socialistische maatschappij. De meeste bedrijven zouden volgens zijn idee beheerd moeten worden door de gemeentelijke overheid, terwijl andere voorzieningen op provinciaal of nationaal niveau bestuurd zouden worden. In 1868 werden afdelingen van de Eerste Internationale opgezet in Gent en Verviers. Omstreeks deze periode ontstonden ook de eerste mutualiteiten onder de noemers Maatschappijen van Onderlinge Bijstand. Ze waren veelal lokaal, kleinschalig en georganiseerd binnen één beroepsgroep. De eerste socialistische mutualiteit was La Solidarité, opgericht te Fayt-lez-Manage in 1869.
De eerste socialistische politieke beweging werd gesticht op 20-21 mei 1877 onder de naam Vlaamsche Socialistische Arbeiderspartij (VSP). De Gentse voorman Edmond Van Beveren, geïnspireerd door het "programma van Gotha", stelde het programma van deze partij op. Op het stichtingscongres in Mechelen hadden zestien Vlaamse afdelingen afgevaardigden gestuurd, met als voornaamste aanwezige de Gentse coöperatieve Vooruit. In Brussel werd een jaar later, in 1878, de Parti Socialiste Brabançon gesticht door onder meer de groep rond César de Paepe en Louis Bertrand. In 1880 fuseerde beide partijen, alsook andere Brusselse socialistische groepen, tot de Belgische Socialistische Arbeiderspartij (BSAP) onder leiding van onder meer Edward Anseele. De belangrijkste doelstelling van de nieuwe partij werd de realisatie van het algemeen stemrecht. Datzelfde jaar ging ook de De Samenwerkende Maatschappij Vooruit van start, naar het voorbeeld van het Britse Rochdale Equitable Pioneers Society (1844). Het startkapitaal kwam van 300 arbeiders die elke week 0,5 frank gespaard hadden en een samenwerking tussen de Verenigde Vrije Bakkers en de Broederlijke Maatschappij der Wevers. De eerste activiteiten bestonden uit een eigen bakkerij, niet veel later volgde de verkoop van koffie, dekens en steenkool. Op 31 augustus 1884 verscheen vervolgens in Gent de eerste editie van de Vooruit met Edward Anseele als hoofdredacteur. De eerste editie werd op 15.000 exemplaren verspreid. In april 1885 kwamen 112 ambachtslieden en arbeiders samen in Café De Zwaan op de Grote Markt in Brussel en verbond men zich met de Waalse socialistische partij onder de naam Belgische Werkliedenpartij-Parti Ouvrier Belge (BWP-POB). Er werd besloten de term socialisme niet in de naam op te nemen, daar men vreesde dat dit de arbeiders mogelijk zou afschrikken. Omstreeks diezelfde periode werd de Socialistische Jonge Wacht (SJW) opgericht, die in haar begindagen sterk anti-militaristisch was. Zo verzette de SJW zich tegen het principe van de dienstplicht aan de hand van lotelingen, waarbij gegoede burgers die werden uitgeloot de dienstplicht konden ontlopen door minder gegoeden te betalen om in hun plaats de dienstplicht uit te voeren.
In augustus van datzelfde jaar vond het eerste congres van de BWP plaats, waarbij de eerste actiepunten werden vastgelegd. Ankerpunten hierbij waren de eisen voor het algemeen stemrecht, de inrichting van verplicht en gratis neutraal onderwijs en de afschaffing van de kinderarbeid onder de 12 jaar. De ideologie van de partij werd vastgelegd in het Charter van Quaregnon, dat in 1894 werd opgesteld. Het voornaamste strijdpunt van de BWP in deze periode werd het algemeen kiesrecht voor mannen, de grote aanhang voor dat punt maakte vervolgens de oprichting van een socialistische zuil mogelijk. Ook op syndicaal vlak begonnen de arbeiders zich steeds meer te organiseren, zo werd op 12 september 1886 het stichtingscongres van de Nationale Federatie van Metaalbewerkers (NFM) in Brussel georganiseerd. Vanaf 1886 vonden er verschillende grote stakingen en protestacties plaats (waaronder bij de mijnwerkers) tegen de dreigende loondalingen, voor een kortere arbeidsduur en om het algemeen stemrecht af te dwingen. Hierbij kwamen tijdens schermutselingen tussen de ordediensten en demonstranten verschillende mensen om het leven. Zo werden 28 arbeiders (voornamelijk mijnwerkers) neergeschoten door de ordetroepen na de vernietiging van de glasfabriek van Eugène Baudoux te Jumet. Hierdoor ontstond er interne verdeeldheid binnen de prille socialistische beweging over de te volgen strategie. Uit deze interne verdeeldheid, en de uitsluiting van Alfred Defuisseaux uit de BWP, ontstond de Parti Socialiste Républicain (PSR) in 1887. Deze beweging organiseerde op 13 mei 1887 een staking in Henegouwen, waarbij drie demonstranten door de politie gedood werden en de PSR-leiding er vervolgens van werd beschuldigd opgeroepen te hebben tot geweld. Uit de rechtszaak op 6 mei 1889 voor het hof van assisen te Bergen dat hierop volgde bleek evenwel dat het vermoedelijk politie-infiltranten betrof die de gewelddadigheden hadden uitgelokt om aanleiding te creëren om de socialistische leiders te arresteren. Zo zou de infiltrant Léon Pourbaix getracht hebben door middel van enkele dynamietstaven de gespannen situatie verder te doen escaleren. De PSR-leiding werd hierop vrijgesproken en het kwam tot een verzoening tussen de groep rond Defuisseaux en enerzijds en de BWP anderzijds. In 1890 werd de PSR ontbonden.
Omstreeks diezelfde periode werd er Belgische socialistische muziekgeschiedenis geschreven door Pierre De Geyter, leider van het Rijselse arbeiderskoor "Lyre des Travailleurs". Op 15 juli 1888 kreeg hij van de lokale Parti Ouvrier Français-voorzitter Gustave Delory (de latere burgemeester van Rijsel) een exemplaar van de dichtbundel Chants Révolutionnaires van Eugène Pottier, een van de voortrekkers van de Commune van Parijs in 1871. Op verzoek van Delory schreef De Geyter muziek bij het gedicht De Internationale. Al snel groeide het uit tot het strijdlied van hun partij. Vier jaar later, in 1892, koos ook de Tweede Internationale het lied tot zijn strijdlied. In 1893 werd een wetsvoorstel ingediend om het algemeen kiesrecht in te voeren, dat evenwel op 11 april van dat jaar werd verworpen door het parlement. Hierop volgde een algemene staking onder impuls van de BWP waaraan ruim een kwart miljoen arbeiders deelnamen en het wederom tot verschillende confrontaties met de ordediensten kwam waarbij tal van doden vielen (waaronder 16 in Henegouwen). Kort daarop werd door de regering-Beernaert het algemeen meervoudig stemrecht voor mannen ingediend in het parlement en (met steun van de BWP) goedgekeurd. Bij de daarop volgende verkiezingen (1894) volgens dit nieuwe kiesstelsel behaalden de BWP 18,36% van de stemmen (301.940), goed voor 27 parlementsleden. Edward Anseele werd daarbij als enige Vlaamse socialist verkozen, echter vanuit het arrondissement Luik. Kort daarvoor, in 1893, werden twee herbergen op de Vrijdagmarkt te Gent opgekocht door de SM Vooruit om er de Groote Magazijnen te huisvesten. In 1897 vond er een verwoestende brand plaats in de Groote Magazijnen van de SM Vooruit te Gent. Anseele en de zijnen bleven echter niet bij de pakken zitten en verzochten Ferdinand Dierkens om nieuwe plannen te ontwerpen. Naar aanleiding van de wet van 31 maart 1898 (regering-De Smet de Naeyer I) die de beroepsverenigingen in een legale sfeer plaatste, werd in de schoot van de BWP op 11 april 1898 de Syndikale Kommissie opgericht. De hoofdtaak van deze organisatie was de eenheid van de verschillende beroepsfederaties en afzonderlijke vakbonden te bewerkstelligen en het coördineren van de vakbondsactiviteiten binnen de socialistische zuil. Zij was ook verantwoordelijk voor de explosieve groei van het socialistische syndicalisme tijdens het Interbellum. In 1899 openden de nieuwe Groote Magazijnen op de vrijdagsmarkt in Gent, in 1902 volgde de opening van het aanpalende "Ons Huis".
Naar aanleiding van de verkiezingen van 1900 werd de evenredige vertegenwoordiging (het proportioneel systeem volgens de methode-D'Hondt) ingevoerd, hierdoor maakten de eerste Vlaamse BWP-verkozenen (Naast Edward Anseele in het arrondissement Gent waren dit Félix Cambier eveneens in Gent, Modeste Terwagne in Antwerpen en Prosper Van Langendonck in Leuven) hun intrede in de Kamer van volksvertegenwoordigers. Naast de eerder aangehaalde programmapunten van de partij stelde de BWP rond deze periode ook de "koloniale roofzucht" van koning Leopold II ter discussie (Kongo-Vrijstaat was een privébezit van de Koning der Belgen). Toch waren hierover ook binnen de partij de meningen verdeeld. Zo was er de strekking rond Louis de Brouckère die stelde: "Protectionisme, militarisme, imperialisme en kolonialisme zijn de symptomen van de aftakeling van een roofzuchtig en parasitair geworden klasse die de productie niet langer kan leiden…", anderen binnen de partij steunden dan weer quasi kritiekloos het koloniale kapitaal. Een grote middengroep rond Emile Vandervelde was voorstander van een reformistische koloniale politiek. Eveneens in 1900 werd de voorloper van de Federatie van Vlaamse Socialistische en Sociaal-progressieve Toneelverenigingen (FVST) opgericht als coördinerend orgaan voor de socialistische toneelgezelschappen. In 1906 waren er 21 kringen aangesloten, waaronder de Multatulikring uit Gent.
In 1899 vond het eerste socialistische feministische congres plaats. Twee jaar later (1901) werd de Federatie van Socialistische Vrouwen (FSV) opgericht op initiatief van Isabelle Gatti De Gamond. In 1907 werd vervolgens door de BWP het principe van het algemeen stemrecht voor vrouwen goedgekeurd en werd een door de coöperatieve vrouwen gefinancierd bestendig secretariaat opgericht. Tevens werd Maria Tillmans (als eerste vrouw) in het Partijbureau van de BWP opgenomen. De organisatie was echter een kort leven geschonken, enkele jaren later ging de organisatie ter ziele, en werd er voornamelijk ingezet op lokale vrouwengroepen. In 1898 was de Landelijke Textielarbeidersbond van België opgericht, die vanaf haar oprichting deel uitmaakte van de Syndikale Kommissie. De aansluiting van de autonome (eerder anarchistisch georiënteerde) Vervierse textielfederatie in 1907 bij de tot dan quasi uitsluitend Vlaamse textielarbeidersbond leidde tot een keerpunt binnen de organisatie met de naamsverandering in 1908 tot Textielarbeiderscentrale van België (TACB) tot gevolg. De Vlaamse federatie concentreerde zich voornamelijk rond de vlas- en katoenfabrieken van Gent en de omliggende Vlaamse provinciesteden, terwijl de Vervierse federatie actief was in de wolbewerking in eerder kleine fabrieken. In 1909 volgde met de oprichting van de Centrale Vereeniging der Bouwwerkers, als eerste verenigde arbeiders-vakbondsorganisatie, een mijlpaal in de arbeidersgeschiedenis van België. Datzelfde jaar had daarnaast ook op politiek vlak een primeur met de eerste (lokale) bestuursdeelname en uitvoerend mandaat voor de BWP in de vorm van een schepenambt te Gent. Als gevolg van de grote staking van 1913 met ruim 400.000 deelnemers werd het algemeen enkelvoudig stemrecht afgedwongen.

### De Eerste Wereldoorlog

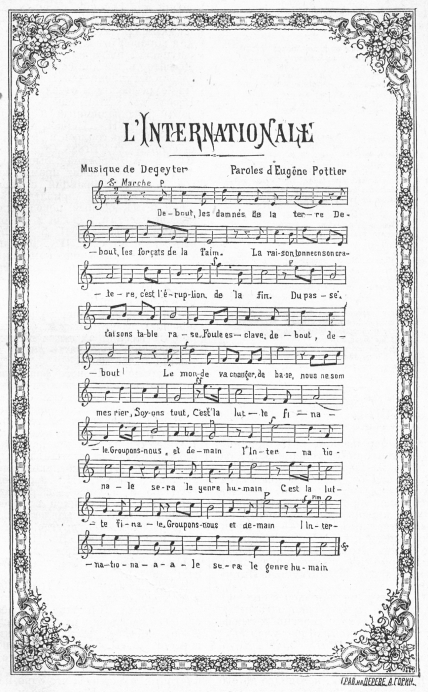
De Internationale werd in 1888 gecomponeerd door Gentenaar Pierre De Geyter naar een gedicht van de Franse dichter Eugène Pottier.

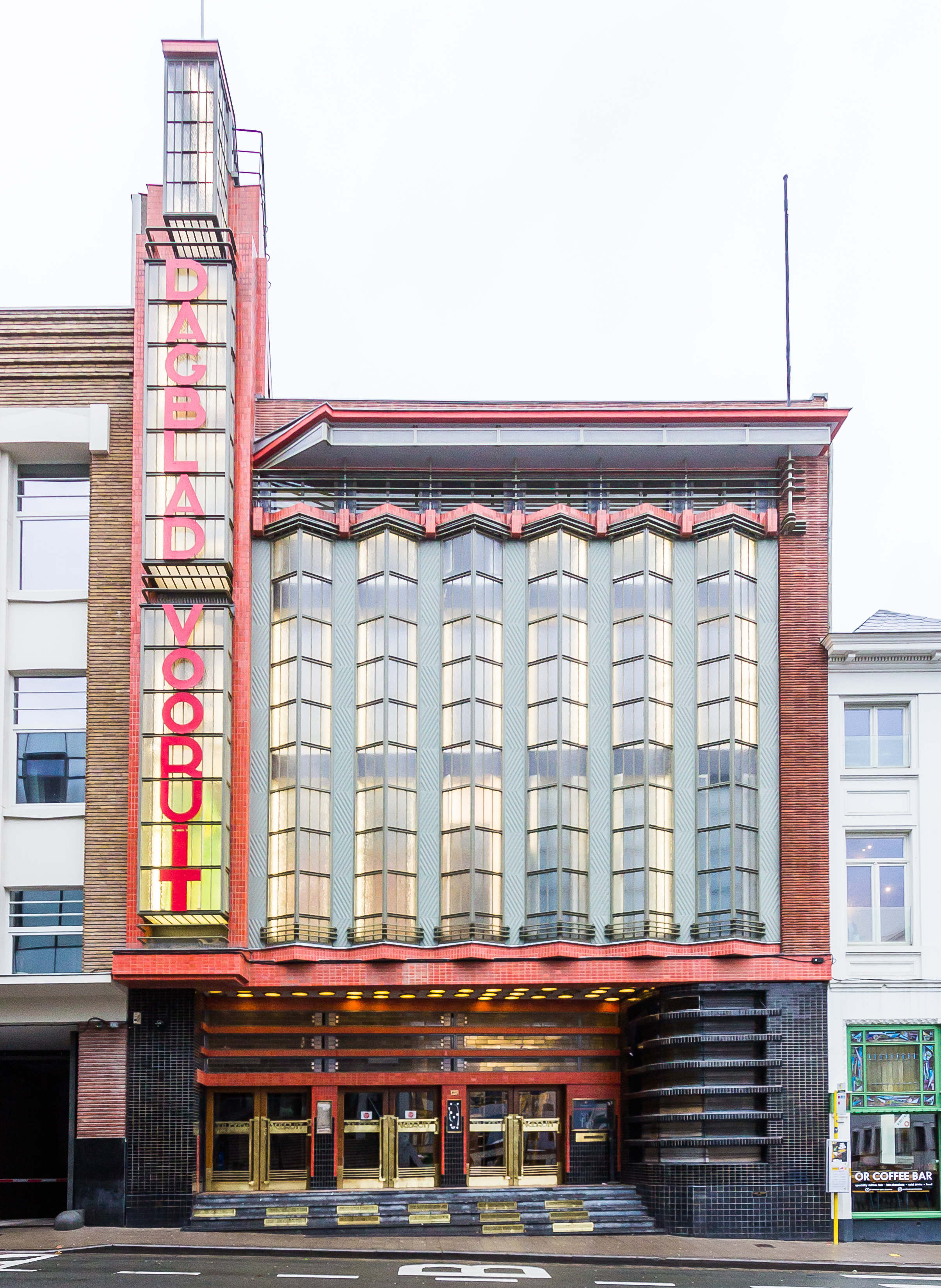
De voormalige redactie en drukkerij van dagblad Vooruit te Gent.

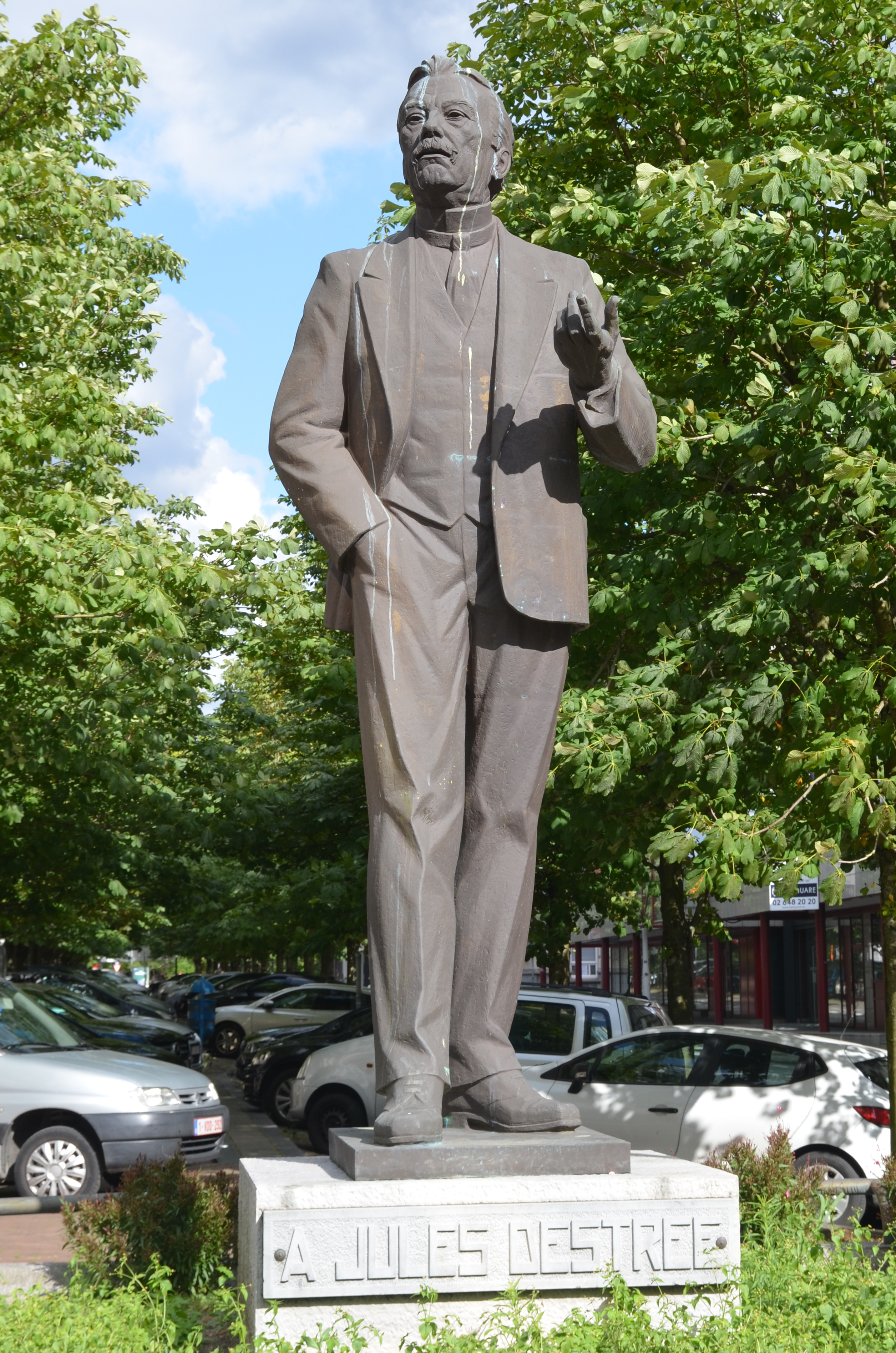
Bronzen standbeeld ter ere van Jules Destrée te Charleroi van beeldhouwer Alphonse Darville (1956).

Op 29 juli 1914 vond te Brussel de laatste zitting plaats van het bureau van de Tweede Internationale, een dag na de oorlogsverklaring van het Oostenrijks-Hongaarse Rijk. Hier verklaarden de Russische en Britse afgevaardigden dat ze zich zouden verzetten tegen een oorlog, de Duitsers van hun kant verklaarden dat ze hun plicht zouden doen. Hierbij werd verwezen naar de anti-oorlogsdemonstraties die plaatsvonden in onder meer Parijs en Berlijn. Na de bijeenkomst vond een internationale vredesmanifestatie plaats in het Koninklijk Circus in aanwezigheid van Jean Jaurès, Rosa Luxemburg, Hugo Haase, Viktor Adler, Édouard Vaillant en Keir Hardie. Desondanks besloten de Duitse socialisten om mee te werken aan de Duitse inval in België. Op 2 augustus volgde vervolgens een ultiem ultimatum om de Duitse troepen vrije doorgang te verlenen. Het dagblad Vooruit riep vervolgens op tot een protest betoging de volgende dag onder de titel: Grootsche betooging voor den Vrede en tegen den Oorlog. Op laste van de regering-De Broqueville I werd deze evenwel verboden, waarop de krant reageerde: Leve de vrede! Weg met den oorlog! Weg met het kapitalisme dat tot den oorlog drijft; leve het internationale socialisme! Leve het vredelievende proletariaat!. Op 4 augustus kwam het parlement in een buitengewone zitting samen nadat het Duitse leger om negen uur die ochtend België was binnengevallen. De BWP-parlementsleden stemden in met een wetsontwerp voor een oorlogskrediet van 200 miljoen frank en de mobilisatie van het Belgisch leger. Tevens werd Emiel Vandervelde door Charles de Broqueville benoemd tot minister van staat. In tegenstelling tot veel andere dagbladen, waaronder het liberale La Flandre Libérale, besloot de Vooruit de publicaties niet te staken. Zo verschenen er nog drie nummers na de inval, ook na de instelling van de Duitse censuur bleef de Vooruit verschijnen.
Tijdens de Duitse bezetting gedurende de Eerste Wereldoorlog slaagde de BWP er ondergronds in een duurzame samenwerking aan te gaan met andere sociale organisaties. De socialistische leiders waren verspreid, zo bleven Eduard Anseele en Joseph Wauters in het bezette landsgedeelte. Onder meer Emile Vandervelde had zich met het Belgisch leger teruggetrokken en anderen, waaronder Camille Huysmans, waren naar Nederland gegaan. Jules Destrée ten slotte was naar Italië vertrokken, alwaar hij de Italianen trachtte te overtuigen om de centrale mogendheden de oorlog te verklaren. Huysmans van zijn kant bleef zich ook tijdens de oorlog inzetten om via de Tweede Internationale tot onderhandelingen en vrede te komen. Op initiatief van Anseele werd in Gent een bevoorradingscommissie opgericht, deze bestond naast afgevaardigden van de samenwerkende maatschappijen Vooruit, Het Volk (antisocialistisch) en Het Volksbelang (neutraal) ook uit een aantal industriëlen. Tevens liet hij een maximumprijs voor brood vastgelegd. Uit klerikale hoek weerklonk in het ultramontaanse dagblad Le Bien Public kritiek op Anseeles solidariteitspolitiek en werd de betaalbaarheid hiervan in vraag gesteld. Vanuit de krant Vooruit werden de pijlen dan weer gericht op de politieke toe-eigening van de hulpinitiatieven door de katholieken en liberalen en in het bijzonder op het niet-neutrale karakter van het Nationaal Hulp- en Voedingscomiteit (NHVC), waarin de socialisten ondervertegenwoordigd waren. De NHVC was gegroeid uit een Brussels initiatief van de bankier Emile Francqui en de industriëlen Ernest Solvay en Jean Jadot met de steun van de liberale burgemeester Adolphe Max met als doel de goederen die door de Commission for Relief in Belgium ter beschikking werden gesteld onder de bevolking te verspreiden. Dit belette evenwel niet dat de socialisten in het nationaal belang van hun landgenoten loyaal hun medewerking verleenden aan het initiatief. Zo waren in het Brusselse onder meer Joseph Wauters en Louis Bertrand actief in het NHVC. Bij de bezetting van Gent in oktober 1914 werden Edward Anseele en Emile Coppieters - evenals de burgerlijke medeleden van het schepencollege Maurice De Weert, Alfred Van der Stegen, Jozef Casier en Alfons Siffer - gegijzeld door de bezetter. Later werd de hechtenis omgezet naar een huisarrest met een dagelijks meldingsbevel bij de bevelvoerende generaal.
Aan het front groeide de klassenhaat bij de soldaten tegen hun officieren die hen, zelf op veilige grond, de dood injaagden. Toen Emile Vandervelde op verzoek van koning Albert I eind 1914 een bezoek bracht aan het front met de vraag of de soldaten vertrouwden in hun officiers, werd dit luidkeels ontkent en werd spontaan De Internationale ingezet. Tienduizenden lidkaarten van de BWP werden er verscheurd omwille van het "groote verraad" terwijl de vakbonden aan slagkracht wonnen. Desondanks stelde de BWP-top op 10 mei 1916: "De Belgische klasse is vastbesloten het hoofd te bieden aan alle ellende en al het leed te verdragen om geen Duitse vrede opgelegd te krijgen die niet duurzaam en definitief is. Dat men niet denkt dat men zich voor ons moet haasten. Wij zijn geen vragende partij voor vrede." Op 4 augustus 1916 werd de regering-De Broqueville I uitgebreid tot een regering van nationale eenheid met Vandervelde als minister voor Burgerlijke en Militaire Intendenantie en vanaf 12 oktober de liberaal Paul Hymans als minister van Economische Zaken. Camille Huysmans van zijn kant trachtte intussen de socialistische partijen van de strijdende landen samen te brengen met als doelstelling de vrede te bewerkstelligen, dit mondde uit in de Conferentie van Stockholm in 1917. De verstandhouding tussen Vandervelde en Huysmans verslechterde naarmate de oorlog vorderde, een typerend voorbeeld hiervan was het feit dat Vandervelde de Britse socialistische minister Arthur Henderson afraadde deel te nemen aan de Conferentie van Stockholm. Intussen groeide aan het front de sympathie voor de Russische revolutionairen die bij de Oktoberrevolutie dat jaar het hoger gezag aan hun laars lapten. De tendens in Rusland (intussen de Russische Socialistische Federatieve Sovjetrepubliek) onder leiding van Vladimir Lenin en Leon Trotski en de oorlogsmoeheid deden bij Albert I en de katholieken de vrees rijzen voor een arbeidersrevolutie. Deze vrees nam nog toe nadat in Frankrijk republikeinse ideeën aan populariteit wonnen en in Duitsland de revolutie van oktober 1918 keizer Wilhelm II op 9 november had verjaagd en doen afgetreden en rijkskanselier Max von Baden gedwongen was tot ontslag en vervangen door de sociaaldemocraat Friedrich Ebert. Ook in Brussel werd, naar analogie met wat in Berlijn gebeurde, een revolutionaire raad ingesteld door de Duitse soldaten. Deze delegatie was gearriveerd op 10 november. Hierbij sloten zich ook verschillende BWP-militanten en leden van de Socialistische Jonge Wacht (SJW) zich aan. Onder hen Joseph Jacquemotte en Frédéric Legrand. Deze laatste was tijdens de oorlog de leider geweest van een Belgische groep van 300 bolsjewistische arbeiders en had deelgenomen aan de bestorming van het Winterpaleis op 5 november 1917 in Petrograd. Aldaar was hij tevens in contact gekomen met Julien Lahaut.

### Het interbellum

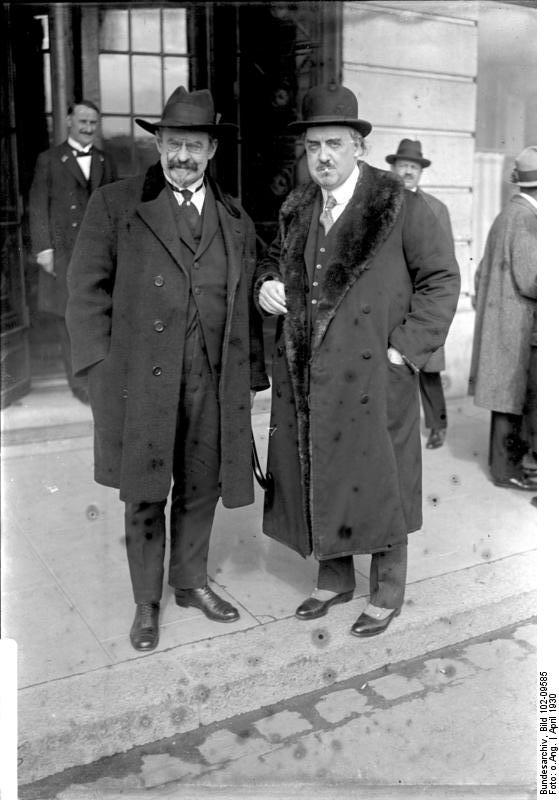
Emile Vandervelde met voormalige Frans minister van Economische Zaken Jean Hennessy (kabinet Poincare) in 1930.
(Georg Pahl, Bundesarchiv)

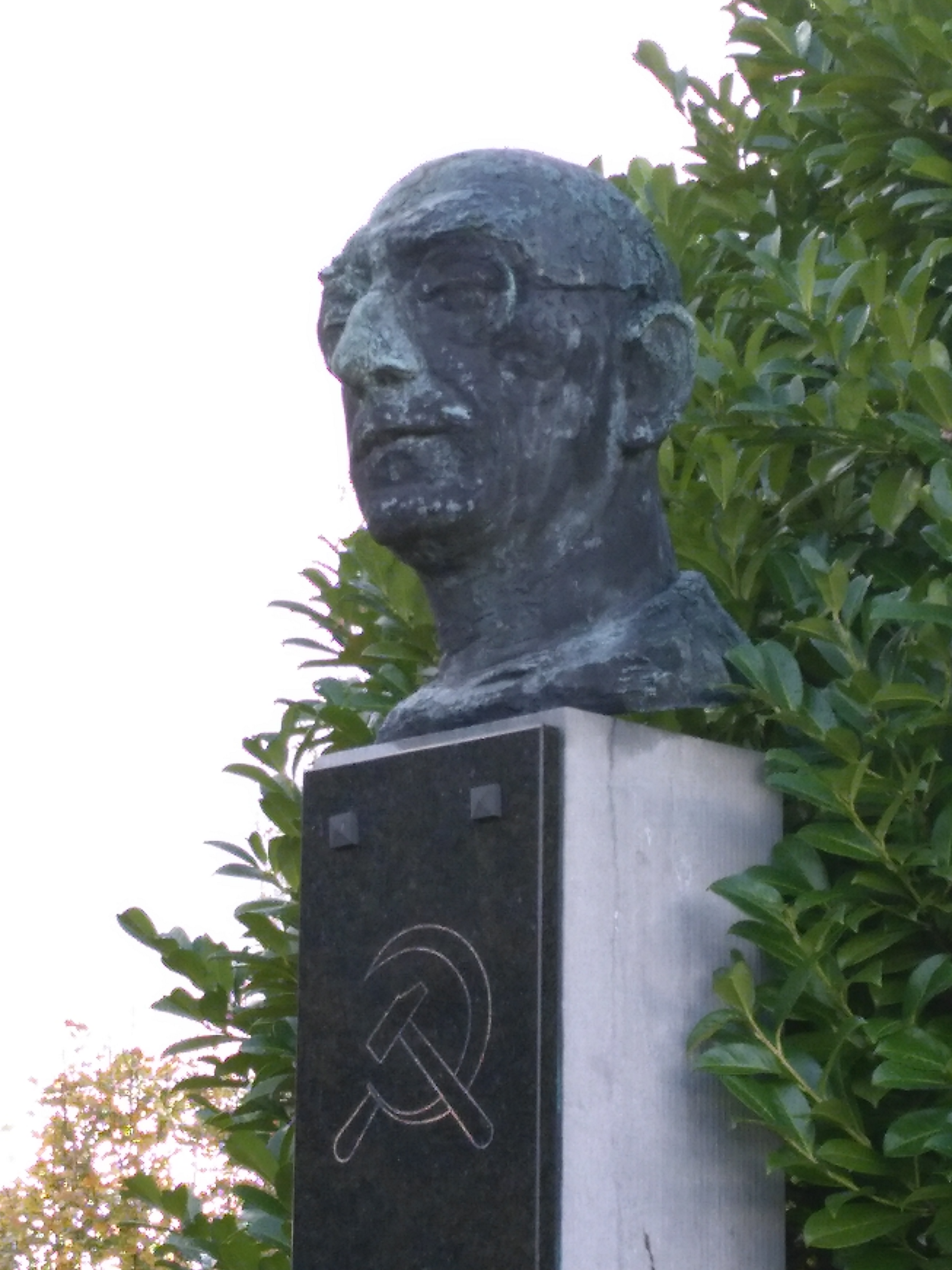
De buste van Joseph Jacquemotte door Dolf Ledel op de begraafplaats van Sint-Gillis.

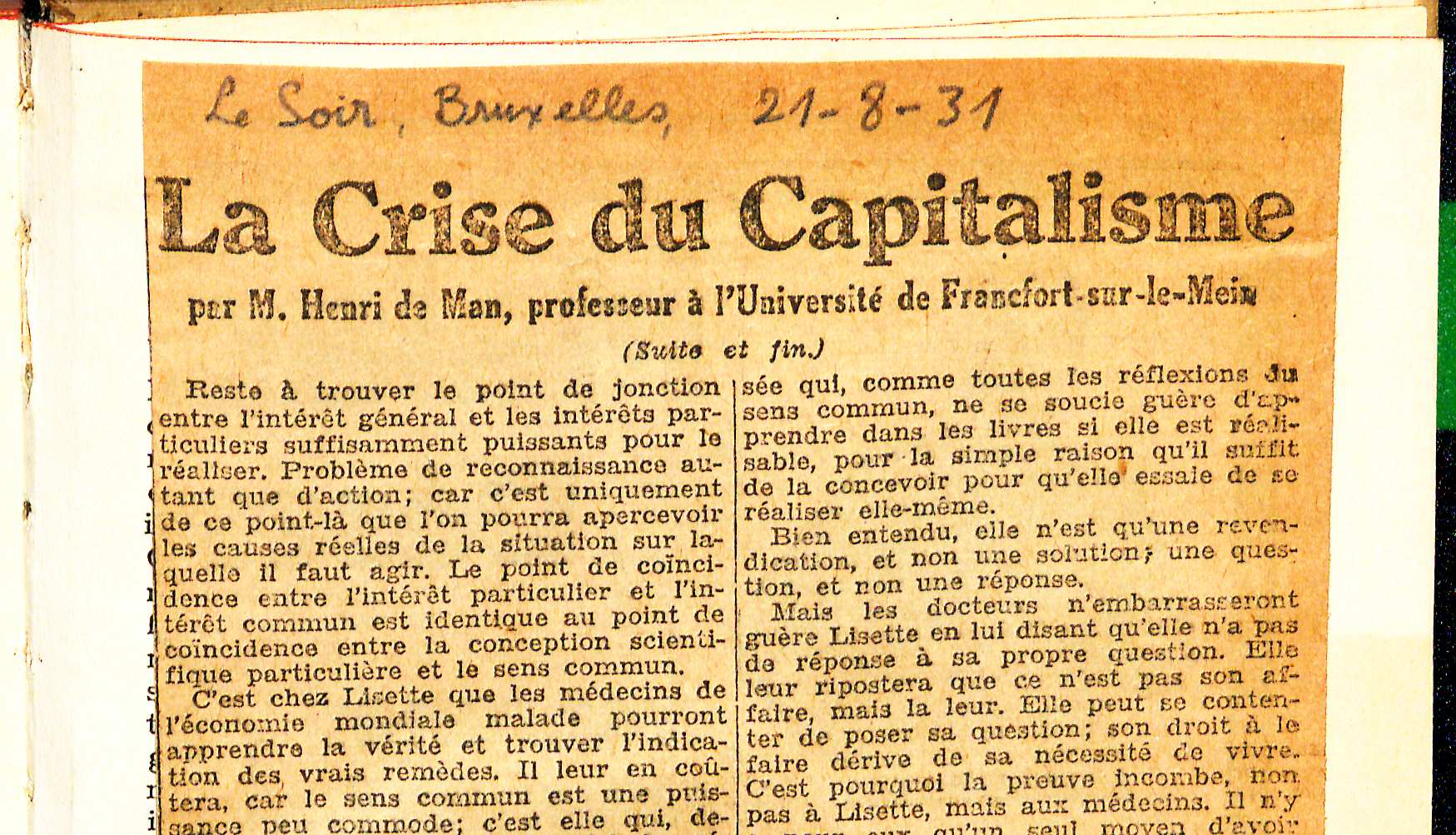
Fragment van het artikel "La Crise du Capitalisme" door Hendrik de Man in Le Soir van 31 augustus 1931.

Kort na de wapenstilstand werd de regering van nationale eenheid Delacroix I gevormd. De BWP kreeg hierin drie ministerposten toegewezen: Emile Vandervelde (Justitie), Joseph Wauters (Ravitaillering en Nijverheid en Arbeid) en Edward Anseele. Deze laatste werd de eerste Vlaamse socialistische minister met als portefeuille Openbare Werken en Wederopbouw. De regering realiseerde twee belangrijke maatregelen: De oprichting van het Nationaal Werk voor Kinderwelzijn (NWK, wet van 5 september 1919) en van de Nationale Maatschappij voor Goedkope Woningen en Woonvertrekken (NMGWW, wet van 11 oktober 1919). Onder meer hierdoor sloeg de partij ook aan in Vlaanderen waar een kwart van het electoraat BWP ging stemmen.
Op 16 november 1919, de eerste verkiezingen na de "Grooten Oorlog", behaalde de partij een grote verkiezingsoverwinning. Zo steeg het aantal verkozen in de Kamer van volksvertegenwoordigers van veertig (samenstelling 1912-1919) naar 70 parlementsleden. Het waren de eerste verkiezingen volgens het algemeen enkelvoudig stemrecht (één man, één stem), tevens werd de leeftijdsgrens van 25 naar 21 jaar verlaagd. Hoewel deze verkiezingen plaatsvonden onder het nieuwe systeem was dit in feite ongrondwettelijk. Om het algemeen enkelvoudig stemrecht door te voeren - zoals door koning Albert I in zijn troonrede van 1918 was beloofd - was immers een grondwetswijziging noodzakelijk, toch werd besloten deze verkiezingen reeds onder het nieuwe systeem te laten plaatsvinden. In de Senaat lagen de kaarten anders, hoewel ook hier het algemeen enkelvoudig stemrecht gold, waren de (fiscale) voorwaarden om verkozen te kunnen worden nog niet aangepast. De BWP vond hierdoor onvoldoende geschikte kandidaten en diende bijgevolg slechts zes kieslijsten in voor de achttien kiesarrondissementen. Waar de partij wel opkwam, waren er bovendien meerdere kandidaten die niet aan de hoge cijnsvoorwaarden voldeden. Hierdoor werd de verkiezing van acht rechtstreeks verkozen socialistische senatoren uit de arrondissementen Gent-Eeklo, Brussel en Antwerpen in februari 1920 ongeldig verklaard. Bij de aanvullende verkiezingen van 1920 die hierop werden georganiseerd gingen er vier naar de Katholieke Partij, twee naar de Liberale Partij en ten slotte twee voor de BWP. Daarnaast was er de anomalie dat de provincieraden, die 27 provinciale senatoren aanduidde, nog waren samengesteld conform de provincieraadsverkiezingen van 1910 en 1912. Hierdoor behield de Katholieke Partij haar absolute meerderheid in de senaat, de BWP strandde op 20 senatoren (+8 ten opzichte van de samenstelling 1912-1919). Hierop volgde de vorming van de regering van nationale eenheid Delacroix II met vier socialistische ministers: Jules Destrée (Kunsten en Wetenschap), Emile Vandervelde (Justitie), Joseph Wauters (Ravitaillering, Nijverheid en Arbeid) en Edward Anseele (Openbare Werken). Deze regering realiseerde onder meer het systeem van het indexcijfer der kleinhandelsprijzen onder impuls van Wauters en de oprichting van het Nationaal Krisisfonds voor werklozen onder impuls van Anseele. Het aantal werklozen was tijdens en na de oorlog fenomenaal gestegen door de aanhoudende laagconjunctuur, waardoor de syndicale werkloosheidskassen uitgeput geraakten. Het Nationaal Krisisfonds kreeg als missie steun aan werklozen toe te kennen gedurende periodes dat ze geen recht op uitkeringen hadden of wanneer de middelen van de vakbondskassen uitgeput waren.
Ook in de daarop volgende regering-Carton de Wiart bleef de BWP een regeringspartij, haar ministers Destrée, Vandervelde, Wauters en Anseele behielden hun respectievelijke portefeuilles die ze bekleedde in de voorgaande regering. Belangrijke socialistische verwezenlijkingen in deze regering waren de invoering van de achturige werkdag (wet van 14 juni 1921), de wet op de vrijheid van vereniging (wet van 24 mei 1921) en de afschaffing van artikel 310 van het Strafwetboek, dat werd gezien als een belemmering van het stakingsrecht (wet van 24 mei 1921). Tevens werd de grondwetsherziening, met betrekking tot het algemeen enkelvoudig stemrecht en de hervorming van de Senaat, goedgekeurd door het parlement. De grondwetswijziging werd door koning Albert I afgekondigd op 15 oktober 1921 en impliceerde de ontbinding van de Kamer van volksvertegenwoordigers en de Senaat. Op 24 oktober 1921 verliet de BWP de regering. In 1919 was binnen de BWP de Socialistische Vrouwen (SV) opgericht, kort daarop gevolgd - op 12 april 1922 - door de oprichting van de Vooruitziende Vrouwen / Les Femmes Prévoyantes (VV-FP) in de schoot van het Nationaal Verbond der Socialistische Mutualiteiten (NVSM). Deze mutualistische socialistische vrouwenbeweging was ontstaan als reactie op de beperkte rol van de SV binnen de toenmalige BWP. In Wallonië slaagden de SV en de VV erin om onder de noemer van Les Femmes Prévoyantes Socialistes (FPS) één structuur te vormen op regionaal en lokaal niveau, terwijl er op nationaal niveau zelfstandig werd verder gewerkt. In Vlaanderen werd, met wisselend succes, gepoogd een soortgelijke structuur op te zetten onder de noemer Socialistische Vooruitziende Vrouwen (SVV). Vanuit deze samenwerkingen ontstonden onder meer de tijdschriften De Stem der Vrouw en La Famille prévoyante. Tot 1920 opereerden naast de BWP tal van kleine communistische groeperingen. In dat jaar (1920) verenigden een aantal van hen zich tot de Parti Communiste de Belgique onder leiding van War Van Overstraeten. In 1921 fuseerde deze partij met een groep BWP-dissidenten (onder anderen Joseph Jacquemotte) die reageerden tegen het reformisme van haar partijleiding. Hieruit ontstond de unitaire combinatie Kommunistische Partij van België (KPB-PCB) die vanaf het begin lid was van de 'derde internationale', de zogenaamde 'Komintern'. De resultaten bleven niet uit en de partij haalde onmiddellijk twee vertegenwoordigers in het parlement. Omstreeks 1925 ontstond de trotskistische stroming binnen de KPB, dewelke parallel liep met het ontstaan van de Linkse Oppositie in de Sovjet-Unie rond Leon Trotski. Omstreeks maart 1928 liepen de spanningen tussen beide groepen hoog op (door onder andere de bemoeienissen van Stalin) en kwam het tot een breuk binnen de KPB, waarna de Kommunistische Oppositie (KO), de anti-parlementaire groep rond War Van Overstraeten, werd uitgesloten uit de KPB.
Hiermee stond de KO voor een strategische keuze, wederom aansluiten bij de Derde Internationale of een nieuwe partij oprichten. De KPB van zijn kant zou voortaan volledige loyaliteit aan Jozef Stalin en de Sovjet-Unie tonen. Dit hield onder andere in dat de KPB vooral de sociaaldemocraten als grootste vijand zagen. In 1927 werd de eerste afdeling van de Arbeiders Toeristenbond (ATB) opgericht, de organisatie kende op korte tijd een sterke groei door de realisatie van het betaald arbeidersverlof. Zo werd in België door toedoen van de vakbonden bij de Antwerpse autofabrikant Minerva omstreeks 1920 als eerste dit recht toekende, kort daarop gevolgd door andere fabrieken zoals Gevaert & Cie, Bell Telephone en de diamantsector. In 1925 realiseerde Edward Anseele acht dagen betaalde vakantie voor de spoorwegarbeiders. In 1931 sloot ATB zich aan bij de Naturfreunde Internationale (NFI) en werd de naam gewijzigd in ATB De Natuurvrienden. In 1930 richtte een meerderheid binnen de KO onder leiding van Adhémar Hennaut de Liga van Internationale Kommunisten (LIK) op. Omstreeks dezelfde periode scheurde te Charleroi, op aangeven van Trotski, een groep rond Léon Lesoil zich af onder de naam de Linkse Kommunistische Oppositie (LKO). Deze groepering werd later omgevormd tot de Ligue Communiste Internationaliste die op haar congres van 10 maart 1935 besloot om actief te worden binnen de BWP, wat het begin betekende van de entrisme-strategie. Binnen de BWP verenigden ze zich in de Action Socialiste Révolutionnaire (ASR). De meeste leden van de Brusselse afdeling, onder leiding van Georges Vereeken verwierpen echter dit entrisme en bleven een zelfstandige koers varen onder de naam Spartacus.
In 1935 werd Hendrik de Man Minister van 'Openbare Werken en Opslorping van Werkloosheid' voor de BWP. Tijdens deze periode ontwikkelde hij de ideeën voor zijn Plan van de Arbeid waarin hij een strakke plan-economie met corporatistische trekken voor België trachtte uit te stippelen. Tot ongenoegen van de BWP-leiding sprak de ASR zich uit voor de vorming van een Vierde Internationale. Toen ASR-voorman Walter Dauge in 1936 ook nog weigerde het partijprogramma van de BWP te ondertekenen, werd hij met zijn de trotskistische entristen uit de partij gezet. Tijdens de Belgische verkiezingen 1936 kwam de ASR op als onafhankelijke partij, gesteund door Vereekens Spartacus-groep. Vervolgens kwam het tot een verzoening tussen de ASR en de Spartacusgroep. Hierop volgend richtte beide fracties samen de Revolutionair Socialistische Partij (RSP) op. Eveneens in 1936 veranderde de KPB van strategie en zag men de sociaaldemocraten niet langer als vijanden, maar als bondgenoten in een grote linkse coalitie tegen het opkomende extreemrechtse en Vlaams-nationalistische gedachtegoed. Daarnaast maakte het toenemende prestige van de Sovjet-Unie, de loyaliteit van vele intellectuelen en de felle syndicale strijd in de Waalse Borinage dat de partij groot succes kende tijdens het interbellum. Datzelfde jaar (1936) vonden de eerste initiatieven plaats van wat later de Entraide Socialiste zou worden, de Belgische afdeling van de Internationale Socialistische Solidariteit. In dit kader werden solidariteitsactiviteiten georganiseerd voor de slachtoffers van Benito Mussolini in Italië en Francisco Franco in Spanje. Op 24 februari 1937 werd in de schoot van de KPB de Vlaamsche Kommunistische Partij (VKP) - in het kader van de volksfrontpolitiek van Komintern-leider Georgi Dimitrov - opgericht. Voorzitter werd Georges Van den Boom, secretaris was Jef Van Extergem. Een van de opmerkelijkste standpunten van de partij was het feit dat Vlaanderen en Wallonië binnen de Belgische staatsstructuur over een eigen parlement en regering moesten beschikken, waarbij enkel buitenlandse politiek en landsverdediging federale bevoegdheden zouden blijven. De VKP gaf het weekblad Het Vlaamsche Volk uit en de partij was in juli 1937 betrokken bij het Vlaamsch Blok voor Zelfbestuur en Demokratie. Naast de VKP waren hierin het Federalistisch Volksfront (o.a. Leo Augusteyns), de Radikale Partij (o.a. A. Claes en Raphaël Maudoux) en de Kollektivistische Orde (o.a. Jan Laureys) betrokken. Tijdens een buitengewoon congres van de Syndikale Kommissie op 5 december 1937 werd de SK ontbonden en het Belgisch Vakverbond (BVV) opgericht. Tevens werd de vakbeweging losgekoppeld van de BWP en werden er ingrijpende wijzigingen doorgevoerd op het vlak van de algemene leiding en de financiering. Kort daarop, in 1938, werd in de schoot van de BVV de Syndicale Jeugd opgericht met als doel werkende en werkloze jeugd op bedrijfs- en gemeentelijk niveau te verenigen.

### Tweede Wereldoorlog

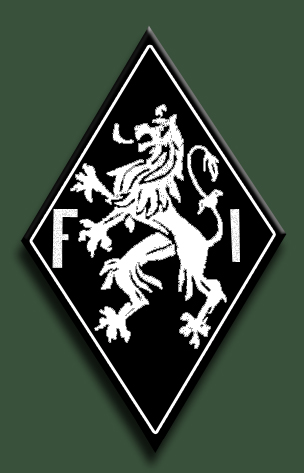
Het embleem van de verzetsorganisatie Het Onafhankelijkheidsfront, opgericht op initiatief van de KPB.

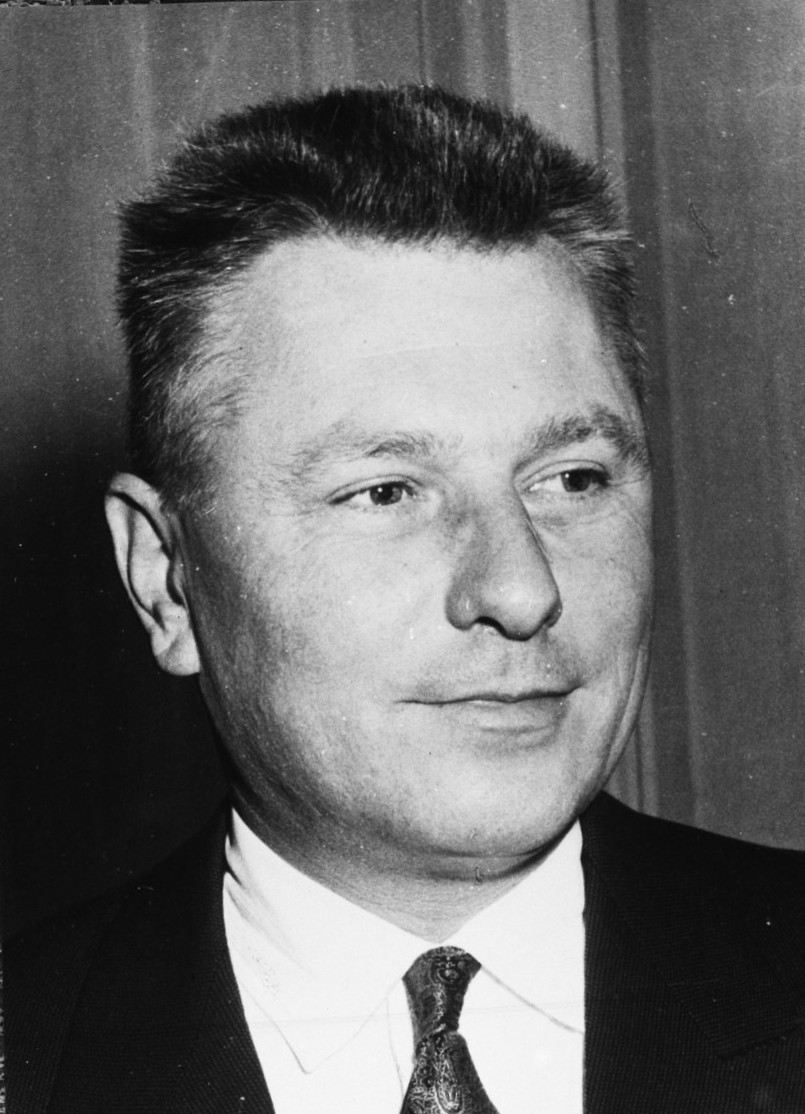
André Renard, verzetsstrijder en leider van de illegale vakbond MSU omstreeks 1961. (Fotocollectie Anefo - Nationaal Archief)

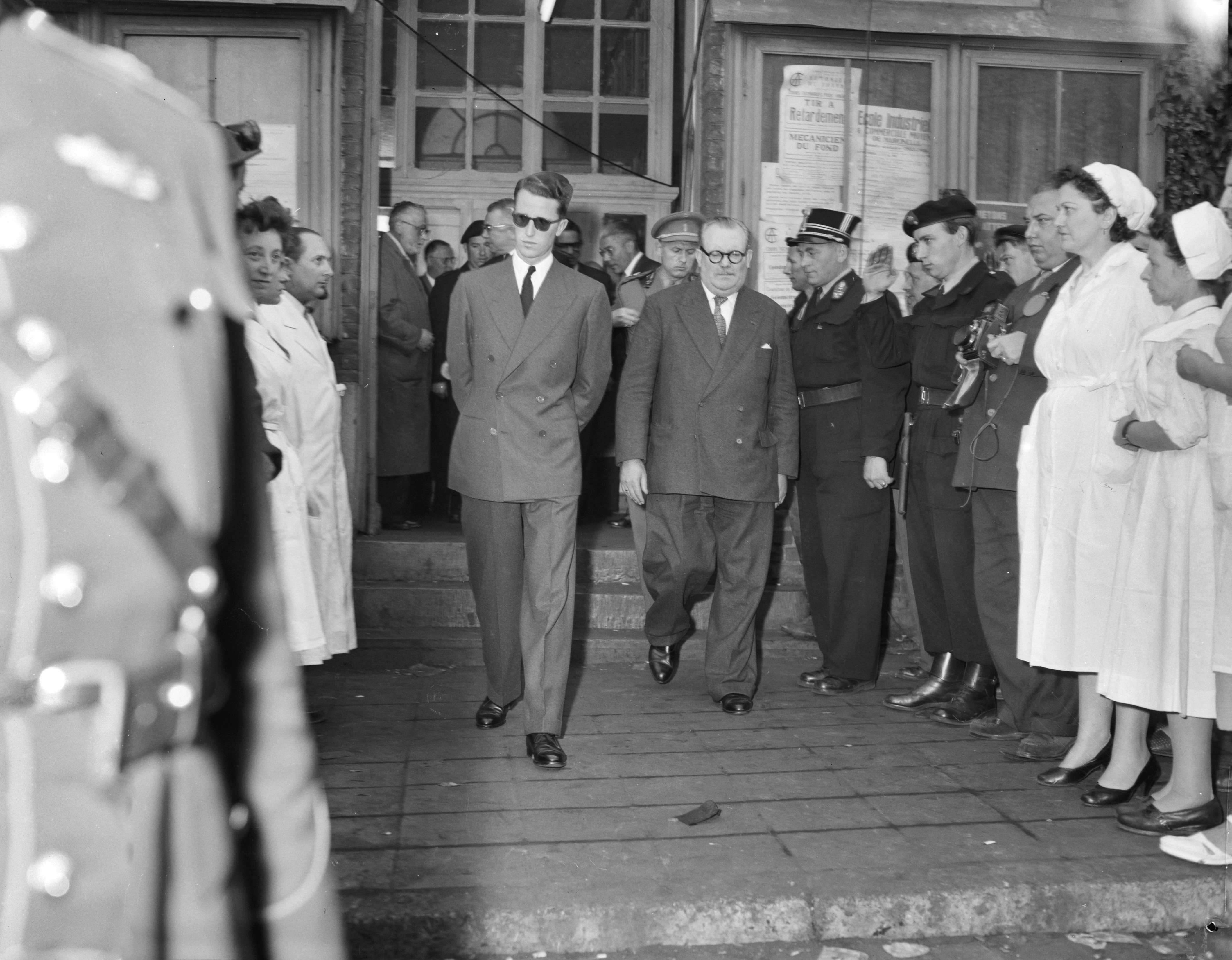
Koning Boudewijn en Achiel Van Acker na de mijnramp van Bois du Caizier te Marcinelle op 9 augustus 1956. (Wim van Rossem, Fotocollectie Anefo - Nationaal Archief)

Op 28 juni 1940, ruim een maand na de inval van en de bezetting door de Duitsers, ontbond Hendrik De Man de BWP. Op het moment van de Duitse inval was het BVV met 546.244 (ledenaantal 1939) leden veruit de grootste vakbond. Na de Duitse inval in Tsjechoslowakije in 1938 was door zowel de socialistische als de christelijke vakbond besloten om bij een Duitse inval in België de vakbondswerkingen stil te leggen. In uitvoering van deze beslissing waren de meeste vakbondsleiders in mei 1940 dan ook de regering-Pierlot IV in ballingschap naar Frankrijk gevolgd. Tegen deze afspraken in was onder impuls van Hendrik de Man op 31 juli 1940 een nieuw BVV opgericht dat zich achter zijn juni-manifest schaarde en opriep tot de oprichting van "een eenheidsfront van den arbeid op korporatieven grondslag", dat de plaats van de vroegere vakbonden moest innemen. Voorzitter werd Victor Grauls. Een dag later, op 1 augustus 1940, werd door de bezettende overheid besloten dat de lonen op het peil van 10 mei werden vastgezet, alsook dat stakingen en lock-outs verboden werden en dat het beleggen van vakbondsvergaderingen en het uitgeven van vakbondsbladen niet langer toegelaten waren.
Toch weerhield dit Hendrik de Man er niet van om verder te blijven lobbyen en in september 1940 bereikte hij met bemiddeling van dr. Voss van de Dienststelle Hellwig een overeenkomst met Victor Leemans van Arbeidsorde over de oprichting van een eenheidsvakbond. Hierop werd op 6 november 1940 door de drie traditionele vakbonden de Syndicale Unie der Belgische Arbeiders opgericht. Dit werd echter door dr. Vos niet geaccepteerd en twee dagen later, op 8 november, werd het 'plan Voss' afgekondigd. Hierin werd de fusie van de drie traditionele vakbonden en Arbeidersorde in het vooruitzicht gesteld. Door toedoen van Hendrik de Man kreeg de basis van het BVV niet de gelegenheid zich uit te spreken (enkel de kaderleden) over het plan Voss. Hierop volgend werd door de vier betrokken partijen de nieuwe structuur aanvaard en op 22 november 1940 werd in het gebouw van de BVV (het ‘Achturenhuis’) op het Fontainasplein te Brussel de Unie van Hand- en Geestesarbeiders (UHGA) gesticht.
De houding van Hendrik de Man en zijn entourage kreeg felle kritiek vanuit de arbeidersbeweging. Zo stelde onder meer Nic Bal in de socialistische clandistiene verzetskrant Morgenrood op 15 maart 1941: "Wij hebben het steeds geweten dat zij bij de eerste storm als ratten die ze zijn, overboord zouden springen, alleen bedacht op eigen behoud en eigen voordeel. Toch heeft de omvang van het verraad ons verbaasd. Voor onze verbaasde ogen tonen ettelijke bonzen zich eindelijk in hun ware gedaante. Deze heerschappen die aan de arbeidersklasse hun sociale rang danken, hebben geen last van een slecht geweten, zij hebben eenvoudig geen geweten." Anderen binnen de partijtop werkten echter, voornamelijk in ballingschap, aan de heroprichting na de bevrijding. Nog anderen zette de politieke actie verder in de illegaliteit, waarbij de clandestiene bladen een centrale rol speelden. Zo was er het Luikse initiatief Résurrection (juni 1940) van volksvertegenwoordiger René Delbrouck en SJW-secretaris Charles Rahier (later omgevormd tot het sluikblad Le Monde du Travail, waarin ook Joseph Bondas actief was) en het Brusselse initiatief Le Clandestin rond CAO-secretaris Camille Van Euchem (later omgevormd tot L'Espoir, waarin ook Léon Delsinne actief was). In Vilvoorde ontstond (begin 1941) het eerder genoemde Morgenrood van voormalig NIR-journalist Nic Bal, in Leuven Bevrijding (maart 1941) van onder meer Franz Tielemans en in Antwerpen De Werker (juni 1941) van onder andere senator Jos Van Eynde en BTB-secretaris Louis Major. Aanvankelijk kwam het initiatief vanuit een aantal socialistische vakbondskernen met een sterk syndicalistisch en antikapitalistisch profiel, de eerste socialistische verzetskernen zette zich dan ook sterk af tegen het reformisme van de oude BWP en Hendrik De Man. Zo organiseerde onder meer Louis Major, Joseph Bonda, Léon Delsinne en Henri Füss de syndicale oppositie en verscheen op 1 november van hun hand een syndicaal vlugschrift tegen de collaboratiepolitiek van de Nieuwe Orde. Kort daarop werd de oppositie tegen de UHGA opgevoerd door onder meer de Antwerpse BTB en in september 1941 verliet de TACB de UHGA en werd het Verbond van Vrije Vakverenigingen opgericht.
Vanaf 22 juni 1941 werden - na de aanval van nazi-Duitsland op de Sovjet-Unie - speelde ook de communistische beweging een belangrijke rol in het anti-Duitse verzet, zo waren er onder ander de Syndikale Strijdkomitees (SKK's). Tal van socialisten en communisten (evenals een heleboel anderen die actief waren in het verzet tegen de nazi's) werden aangehouden en veelal gedeporteerd naar concentratiekampen, onder hen ook René Delbrouck die de arbeiders had opgeroepen op 1 mei 1941 te staken. Hij werd gedeporteerd naar het concentratiekamp Neuengamme alwaar hij een jaar later aan ontbering overleed. In het grootste geheim kwam op 13 en 14 september 1941 een groep Waalse en Brusselse socialisten samen in Burnot-Rivière wat uitmondde in de stichting van de clandestiene Belgische Socialistische Partij (BSP). Het coördinatieteam werd samengesteld uit Nic Bal, Camille Van Euckem, François De Troyer, Freddy Legrand en Louis Major. Later trad ook Ernest Piot toe tot deze groep. Een van de opmerkelijkste beslissingen betrof het feit dat de BSP niet opging in een verzetsbeweging (waarmee in de eerste plaats het Onafhankelijkheidsfront werd bedoeld) en zich afzette tegen de communisten. Dit standpunt werd onder meer in december 1941 onder de aandacht gebracht in De Werker: Werkt niet met deze mensen die tot de rotgespioneerde boel behoren. Illegale propaganda moet niet dienen om in een concentratiekamp te geraken maar om resultaten te bereiken. De oproep weerhield echter niet dat tal van socialisten actief waren binnen het Onafhankelijksfront, het Belgisch leger der partizanen of andere verzetsgroepen zoals Groep G, de Witte Brigade of de Belgische Nationale Beweging. Onder hen onder meer Jean Allard, Raoul Baligand, Jean Blume, Georges Bohy, Maurice Bologne, Alphonse Bonenfant, Jean Borremans, Joseph Bracops, Victor Briol, Ernest Burnelle, Felix Coenen, Jean-Baptiste Cornez, Jean Daman, Albert De Coninck, Max De Vries, Gustavus Devuyst, Aloïs Gerlo, Jacques Grippa, Ernest Mandel, Victor Martin, Leo Michielsen, Louis Van Brussel, Willem Pauwels, Jean Terfve en André Wynen. Eveneens noemenswaardig in deze context zijn de Hongaar Andor Bereï en de Fransman Eugen Fried. Ook in 1941 vond de naamswijziging van de RSP plaats, ze heette voortaan Parti Communiste Révolutionnaire (PCR). De partij besloot zich niet te engageren in het Onafhankelijkheidsfront (OF), maar trachtte een eigen verzet te organiseren onder de noemer Arbeidersfront.
Op 7 december 1941 werd door veldmaarschalk Wilhelm Keitel - hoofd van de Duitse strijdkrachten - het 'Nacht und Nebel'-decreet uitgevaardigd in opdracht van Adolf Hitler. Dit decreet hield in dat krijgsraden in bezetgebied systematisch de doodstraf moesten uitspreken voor verzetsdaden begaan door niet-Duitse burger, evenals dat ze enkel nog mochten vervolgen indien hun veroordeling en terechtstelling binnen de week na de aanhouding plaatsvond. Werd er niet voldaan aan deze voorwaarden diende de gevangene overgedragen te worden aan de Algemeine Justiz van het Reich. Hierdoor werden in het grootste geheim tussen januari 1942 en mei 1944 tal van verzetslieden in opdracht van generaal Alexander von Falkenhausen naar Duitsland gedeporteerd en in afwachting van het berechting voor een civiele uitzonderingsrechtbank vastgehouden in strafinrichtingen. Officiële cijfers spreken van minimaal 4.517 van de minstens 5.166 aangehouden Belgische verdachten van verzetsdaden. Hiervan zouden er minstens 258 zijn geëxecuteerd, aldus historica Christine Denuit-Somerhausen.

### De bevrijding en de gouden jaren 50

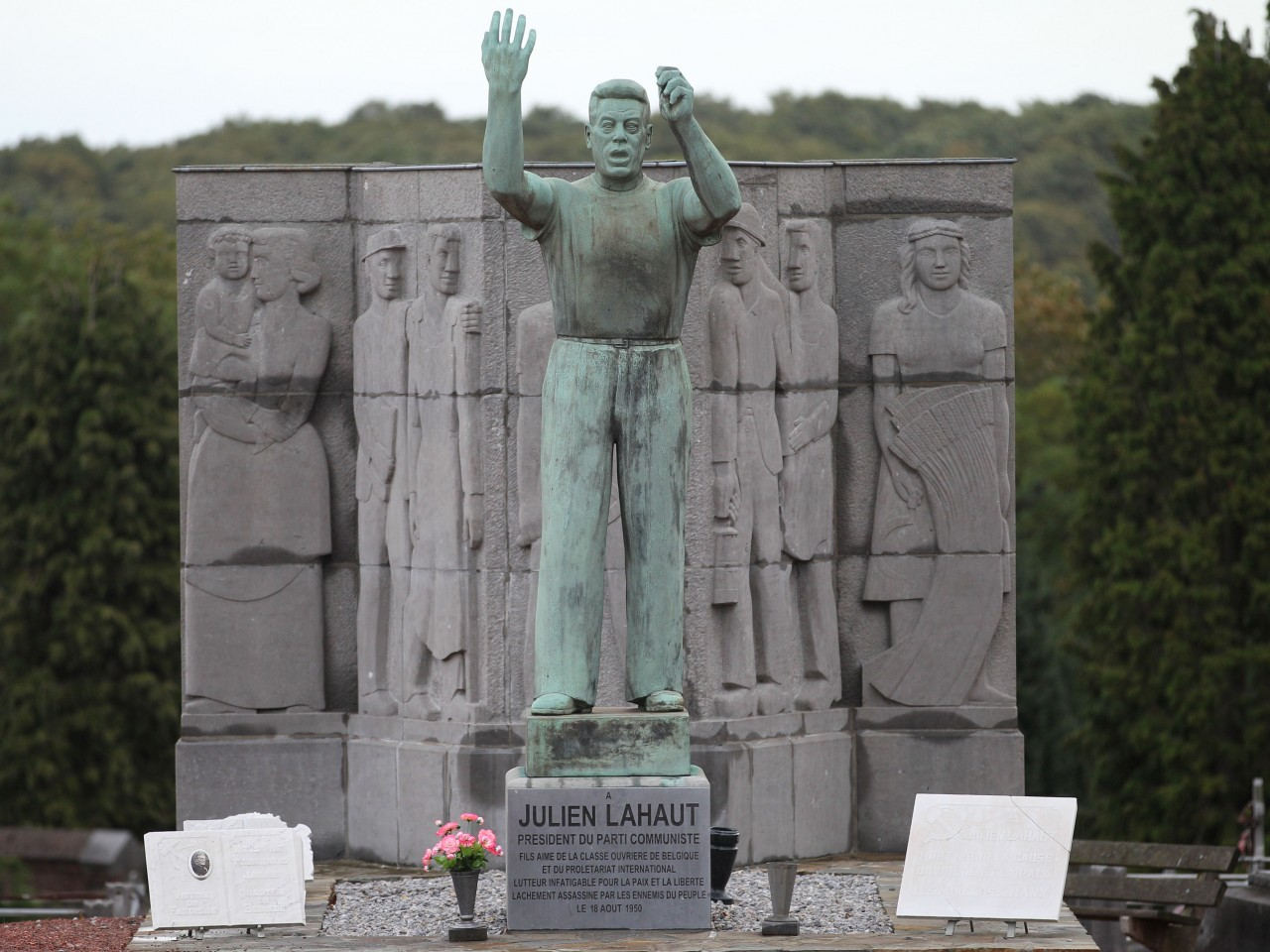
De graftombe van Julien Lahaut op de begraafplaats van Seraing.

Na de Tweede Wereldoorlog slaagden de gematigden binnen de BSP onder aanvoering van Achiel Van Acker erin hun overwicht in de partij te herstellen. Zij streefden ernaar de socialistische beweging opnieuw op te bouwen en keerden zich af van de revolutionaire plannen van de meer radicale stroming. Op 27 maart 1942 werd met de samenstelling van een Uitvoerend Comité van de clandestiene Belgische Socialistische Partij (BSP) de eerste fase van de heropstanding afgesloten en begonnen commissies de naoorlogse periode voor te bereiden. Reeds in 1944 kreeg een clandestiene BSP vorm; op het Congres van de Overwinning in Brussel, van 9 tot 11 juni 1945, werden de nieuwe partijstatuten definitief vastgelegd. De KPB slaagde er van haar zijde in om de verworven prestige en de successen van tijdens de Tweede Wereldoorlog te bestendigen en de partij scoorde in 1946 erg goed met 12,7%, dit mede dankzij het succes van het eveneens communistische Belgisch Verbond der Eenheidssyndicaten (BVES). Deze zouden kort daarop opgaan in het Algemeen Belgisch Vakverbond (ABVV). De KPB nam dan ook deel aan vijf opeenvolgende regeringen. Vanaf 1947 werd de electorale neergang ingezet, dit onder meer door anticommunistische sentimenten ten gevolge van de Koude Oorlog.
Vanaf 1954 kwam er binnen de KPB een vernieuwingsoperatie op gang die ervoor zorgde dat de partij zich minder dogmatisch opstelde en voortaan een minder Sovjet-gerichte politiek zou gaan voeren. Ten gevolge van de Eenheidswet won de partij terug aan populariteit door de grote stakingen die het mee organiseerde.

### De jaren 60 en 70
De partij speelde ook in de jaren 60 een belangrijke rol tijdens de studentenprotesten van '68, hoewel dit zich niet in een electoraal succes omzette. Omwille van structuurhervormingen binnen de BSP en de gevolgen van de staking tegen de eenheidswet kwam het tot een breuk tussen de groep rond Renard en de BSP. Renard, die naast de ideeën van het syndicalisme ook die van het federalisme genegen was, richtte vervolgens zijn eigen beweging Mouvement Populaire Wallon (MPW) op. Twee jaar na zijn dood in 1962 spatte de beweging uiteen omwille van de interne machtsstrijd tussen de trotskist Ernest Mandel, de syndicalist Jacques Yerna en de nationalist François Perin. In 1964 vond het Onverenigbaarheidscongres van de BSP plaats, het gevolg was dat een leidende functie voortaan onverenigbaar werd met lidmaatschap van de MPW of met het schrijven voor La Gauche / Links. In Brussel leidde dit tot de oprichting van de Union de la Gauche Socialiste en in Vlaanderen tot de Socialistische Beweging Vlaanderen. Ook in Wallonië volgde een hergroepering door het verlies van de linkerzijde bij de MPW. Dit werd aangetoond door de oprichting in 1965 van de Parti Wallon des Travailleurs (PWT) onder leiding van François Perin. De PWT, UGS en SBV werden in oktober van datzelfde jaar nog overkoepeld door de Socialistische Arbeiderskonferentie (SAK). Eveneens in '65 leidde internationale tegenstellingen tot de afsplitsing van een groep rond Michel Raptis, die een posadistische groep oprichtte naar de ideeën van de Argentijn Juan Posadas. Ook de groep rond Vereeken sloot hierbij aan. De groep rond Marcel Deneckere ten slotte sloot een compromis met de BSP-leiding.
In januari 1970 trok een kern van de Studenten Vakbeweging (SVB), de studentenbeweging van Alle Macht Aan De Arbeiders (AMADA), met onder anderen Kris Merckx) naar de Limburgse mijnstaking en werd daar actief onder de naam Mijnwerkersmacht. Deze en andere pogingen om een brug te leggen tussen de studenten- en de arbeiderswereld werden geconsolideerd. Deze beweging, die het maoïsme in China van Mao Zedong als voorbeeld zag, wedijverde inzake de correcte toepassing van het marxisme-leninisme met de officiële communistische partij. In juni 1971 ontstond vervolgens de Revolutionaire Arbeidersliga (RAL), in het Franstalig landsdeel actief onder de naam Ligue révolutionnaire des travailleurs (LRT), opgericht door militanten van het SAK, de Socialistische Jonge Wacht en de JGS. Zo waren op het stichtingscongres onder meer Ernest Mandel en Van Ceulen aanwezig naast een jonge generatie. In deze begindagen van de RAL ligt de nadruk op de studenteneisen en internationale problematieken zoals de Vietnamoorlog en de militaire coup in Chili.
In de jaren zeventig kon ook de BSP niet meer weerstaan aan de tendens tot federalisering van de partijstructuren in België. Na het aftreden van Leo Collard als partijvoorzitter in 1971 werd eerst het dubbel-voorzitterschap (een Vlaming en een Waal) ingevoerd. De mislukking van het Egmontpact in 1977 was in feite het eindpunt van het groeiend wantrouwen tussen Vlamingen en Walen binnen de partij. In 1978 splitste de unitaire BSP-PSB zich in twee onafhankelijke partijen in Wallonië en Vlaanderen, de Vlaamse vleugel behield echter de oude naam Belgische Socialistische Partij (BSP). Pas in 1980 liet de partij de "b" uit haar naam vallen en ging ze verder als Socialistische Partij (SP). Een jaar eerder, in 1979, werd tijdens een partijcongres van AMADA de naam Partij Van De Arbeid (PVDA) aangenomen. De PVDA werd een nationaal georganiseerde, tweetalige partij.

### De jaren 80 en 90
Achter SP-partijkopstuk Karel Van Miert schaarde zich in het begin van de jaren tachtig een generatie zogenaamde 'jonge Turken', partijvernieuwers. Hun optreden in de oppositieperiode van 1981 tot 1987 bracht een andere manier van politiek bedrijven. Het Doorbraakmanifest werd onder hun invloed vergezeld van een interne partijvernieuwing: pragmatisch radicalisme en levenbeschouwelijke openheid en diversiteit werden statutair verankerd in de organisatie van de partij. In 1985 verdwenen de laatste twee KPB-leden (onder wie Louis Van Geyt) uit het parlement en in 1989 werd de partij opgeheven. De SP had inmiddels een lange periode van besturen achter de rug als coalitiepartner van de ogenschijnlijk eeuwige regeringspartij CVP. België werd in die dagen een CVP-staat genoemd waarin corruptie, politieke benoemingen en cliëntelisme hoogtij vierden. In die hoedanigheid kwam de partij in 1995 in opspraak met de zaak rond smeergeld voor Agusta-helikopters, een zaak die de toenmalige NAVO-secretaris-generaal Willy Claes de kop kostte. Louis Tobback kon een kleine winst boeken met de campagne 'Uw sociale zekerheid' ondanks het Agustaschandaal.

### Een nieuw millennium
In de jaren 2000 kwam de partij, door Frank Vandenbroucke, onder invloed van de Derde Weg, een soort middenweg tussen liberalisme en sociaaldemocratie. Onder het voorzitterschap van Patrick Janssens (2001) vond wederom een vernieuwing plaats. De partij zou voortaan Socialistische Partij Anders (sp.a) heten, met als ondertitel Sociaal Progressief Alternatief. Onder Janssens werd eveneens de samenwerking gestart met Spirit. Ook onder het voorzitterschap van Janssens opvolger Steve Stevaert werkte de partij verder aan de vernieuwing en verbreding die was ingezet, met onder meer een ideologische herbronning (Het Groot Onderhoud). Het voorzitterschap van Stevaert was kenmerkend door de zeer sterke electorale scores bij de Federale verkiezingen van 2003 en de Vlaamse verkiezingen van 2004 met het kartel sp.a-Spirit. Na het vertrek van Stevaert verging het de partij moeilijk. De partij verloor fors (9 zetels) bij de federale verkiezingen van 2007 en begon aan een oppositiekuur, nieuwbakken voorzitter Johan Vande Lanotte voelde zich gedwongen af te treden, in zijn plaats kwam Caroline Gennez. Eind november 2008 werd het kartel met de sociaal-liberalen van de VlaamsProgressieven (Vl.Pro., het voormalige Spirit) opgezegd. Dit gebeurde na het ontslag van Bettina Geysen als voorzitter van die partij en na het voorstel van Geert Lambert om een zelfstandige koers te varen. Spirit-oprichter Bert Anciaux dacht hier anders over en maakte de overstap naar de sp.a. De Sociaal-Liberale Partij (SLP, erfgenaam van Vl.Pro) van Lambert kon echter niet overtuigen en ging vervolgens op in Groen!. De verruimingoperatie onder Gennez (Anciaux was lange tijd een anti-syndicalist) viel niet positief uit bij de partijachterban en vooral sp.a Rood vreesde dat de komst van Anciaux de partij enkel nog meer zou vervagen. De weerstand tegen Caroline Gennez als voorzitster en de verruimers groeide hierdoor sterk aan binnen de partij en in 2012 scheurde een deel van de linkervleugel van de sp.a onder leiding van Erik De Bruyn zich af om een eigen politieke beweging (Rood!) te vormen.
In 2021, onder het voorzitterschap van Conner Rousseau, werd de sp.a omgedoopt tot Vooruit. De partij presenteert zich voortaan als een beweging.
De extreemlinkse PVDA van haar kant heeft ook enkele verruimingspogingen ondernomen, hierbij voornamelijk denkend aan het project RESIST, waarbij de partij samen opkwam met de Arabisch-Europese Liga (AEL, de huidige MDP) van Dyab Abou Jahjah. De partij flirtte tijdens de federale verkiezingen van 2010 in de provincie Antwerpen met de kiesdrempel en heeft enkele verkozenen in gemeente- en districtraden. De PVDA brak door met de federale verkiezingen van 2014 en haalde twee Kamerleden. Tijdens de federale verkiezingen werden dit er 12, die uit Vlaanderen, Wallonië en Brussel werden verkozen.
Ook de trotskistische RAL en haar opvolger de Socialistische Arbeiderspartij (SAP) bleven samen met de Linkse Socialistische Partij (LSP) steeds onder de kiesdrempel. In 2007 was er een toenadering tussen verschillende klein-linkse partijen onder het Comité Andere Politiek (CAP).

## Organisaties

### Politieke partijen
- Vlaamsche Socialistische Arbeiderspartij (VSAP, 1877 - 1880)
- Parti Socialiste Brabançon (1978 - 1880)
- Belgische Socialistische Arbeiderspartij (1880 - 1885)
- Belgische Werkliedenpartij (BWP, 1885 - 1940)
- Parti Socialiste Républicain (1887 - 1890)
- Kommunistische Partij van België (KPB, 1921 - 1989)
- Kommunistische Oppositie (KO, 1928 - 1930)
- Revolutionair Socialistische Partij (RSP, 1936 - 1941)
- Vlaamsche Kommunistische Partij (VKP, 1937 - 1945)
- Belgische Socialistische Partij (BSP, 1940 - 1978)
- Revolutionair Communistische Partij (RCP, 1941 - 1946)
- Internationale Communistische Partij (ICP, 1946 - 1950)
- Kommunistische Partij van België (Maoïsme) (KP, 1963 - 1973)
- Parti Communiste Marxiste Léniniste de Belgique (PCMLB, 1967)
- Revolutionaire Arbeidersliga (RAL, 1971 - 1984)
- Union des Communistes Marxistes-Léninistes de Belgique (UCMLB, 1972 - 1976)
- Alle Macht Aan De Arbeiders (AMADA, 1974 - 1979)
- Parti Socialiste (PS, 1978 - heden)
- Socialistische Partij (SP, 1980 - 2001)
- Sozialistische Partei (SP, 1984 - heden)
- Militant Links (ML, 1992 - 2003)
- Partij Van De Arbeid (PVDA, 1979 - heden)
- Socialistische Arbeiderspartij (SAP, 1984 - 2017)
- Kommunistische Partij Vlaanderen (KP, 1989 - 2009)
- Parti communiste Wallonie-Bruxelles (PCWB, 1989 - heden)
- Regenboog (REGEBO, 1989 - ca. 1991)
- Onafhankelijk Alliantie Tweeduizend Nieuw Beleid (1991 - ?)
- PATSY (ca. 1994 - ?)
- Rood-Groene Beweging (RGB, 1995 - ?)
- Spirit (2001 - 2012)
- Socialistische Partij Anders (sp.a, 2001 - heden)
- RESIST (2003)
- Links Ecologisch Eenheidsfront (LEEF, 2003 - 2004)
- Sta Op (ca. 2004 - ?)
- Linkse Socialistische Partij (LSP, 2004 - heden)
- Comité voor een Andere Politiek (CAP, 2005 - 2011)
- Front des Gauches (2010 - ?)
- Rood! (2011 - heden)
- Mouvement de Gauche (MG, 2012 - 2017)
- LaLutte-DeStrijd (2014 (?) - heden)
- Sociaal Democraten & Progressieven (SD&P, 2014 - heden)
- Stroming voor een Antikapitalistisch Project (SAP, 2017 - heden)
- Vooruit (2021 - heden)

#### Politieke bewegingen
- Les Solidaires (1857 - ?)
- Le Peuple (1860 - ?)
- Action Socialiste Révolutionnaire (ASR)
- Spartacus (1935 - 1936)
- Rode Leeuwen (1968 - 1978)
- Vlaams-Socialistische Beweging (V-SB, 1972 - heden)
- Vonk (1974 - heden)
- De Rode Wig (ca. 1994)
- Beweging voor Sociale Vernieuwing (BSV, ca. 1994 - 2002)
- Links Ecologisch Forum (LEF)
- sp.a rood (2005 - 2011)
- Wij Zijn Socialisten (2017 - heden)

- Association Démocratique, ayant pour but l'union et la fraternité de tous les peuples (1847 - ?)

### Vakbonden
- Syndikale Kommissie (SK, 1898 - 1937)
- Belgisch Vakverbond (BVV, 1937 - 1944)
- Syndikale Strijdkomitees (SKK, 1942 - 1944)
- Mouvement Syndical Unifié (MSU, 1942 - 1945)
- Belgisch Verbond der Eenheidssyndicaten (BVES, 1944 - 1945)
- Algemeen Belgisch Vakverbond (1945 - heden)

#### Vakcentrales
- Broederlijke Maatschappij der Wevers (BMW, 1857 - ?)
- Nationale Federatie van Metaalbewerkers (1886 - 1912)
- Nationale Federatie der Belgische Mijnwerkers (1889 - 1919)
- Nationaal Verbond der Steen- en Plaasterbewerkers (1889 - 1908)
- Landelijke Federatie der Sigarenmakers (1890 - 1909)
- Landelijke Textielarbeidersbond van België (1898 - 1908)
- Landelijke Federatie der Schilders (1905 - 1911)
- Belgische Zeemansbond (1907 - 1945)
- Textielarbeiderscentrale van België (TACB, 1908 - 1994)
- Centrale der Fabriekwerkers (1908 - 1920)
- Centrale Vereeniging der Bouwwerkers (1909 - 1921)
- Centrale Vereniging der Sigarenmakers (1909 - 1910)
- Centrale der Steenbewerkers van België (1909 - 1964)
- Nationale Federatie der Bedienden (NFB)
- Centrale van de Tabaksnijverheid 1910 - 1940)
- Transportarbeiders te Lande (1911 - 1913)
- Centrale Unie der Schilders (1911 - 1919)
- Centrale der Metaalindustrie van België (1912 - heden)
- Belgische Transportarbeidersbond (BTB, 1913 - heden)
- Nationale Centrale der Mijnwerkers van België (NCMB, 1919 - 1994)
- Centrale van Bouw en Hout (1920)
- Algemene Centrale der Bouw- en Houtbewerkers (1920 - 1921)
- Fédération Nationale des Travailleurs du Verre (1925 - 1929)
- Belgische Typografische Federatie (BTF)
- Centrale der Kleding en Aanverwante Vakken van België (CKB, ? - 1994)
- Belgisch Centraal Verbond voor Tabaksbewerkers (1940 - 1953)
- Algemene Diamantbewerkersbond van België (ADB, ? - 1994)
- Centrale der Belgische Boekbewerkers (CBB)
- Belgische Centrale der Werknemers in Openbare Dienst
- Centrale van het Socialistisch Onderwijzend Personeel
- Eenheidssyndicaat van de Bedienden (ESB, ? - 1945)
- Nationaal Syndicaat van het Burgerlijk Personeel van Landsverdediging
- Algemeen Geünifieerd Syndicaat der Openbare Diensten (ASOD, 1943 - 1945)
- Centrale van de Voeding, Horeca en Diensten (HORVAL)
- Algemene Centrale der Openbare Diensten (ACOD, 1945 - heden)
- Centrale der Boek- en Papiernijverheid (CBP, 1945 - 1995)
- Bond van Bedienden, Technici en Kaderleden (BBTK, 1948 - heden)
- Algemene Centrale (AC, 1954 - heden)
- Centrale voor Textiel, Kleding en Diamant (1994 - 2014)
- ABVV Metaal (2006 - heden)
- Métallurgistes Wallonie-Bruxelles (MWB, 2006 - heden)

- Algemene Bond der Bedienden, Magazijniers, Technici en Handelsreizigers van België (1920 - ?)
- Algemene Centrale der Bouw- en Ameublementarbeiders en der Gemengde Vakken van België (1921 - 1954)
- Eenheidssyndicaat van de Banken, het Verzekeringswezen en de Grootwarenhuizen (ESBVG, ? - 1945)
- Nationaal Syndicaat van Spoor, Post, Telegraaf, Telefoon, Zeewezen en Luchtvaart

### Mutualiteiten
- Socialistische Mutualiteiten (1913 - heden)

### Coöperatieven
- Coöperatieve Maatschappij Vooruit (1880 - ?)
- Brouwerij Vooruit (1907 - 1944)

### Middenstadsorganisaties
- Nationale Federatie der Zelfstandigen (NFZ, 1962 - 1990)
- Socialistisch Verbond van Zelfstandigen (SVZ, 1962 - 1965)
- Nationaal Verbond De Zelfstandige Arbeiders van België (NVZAB, 1965 - 1990)
- Vlaamse Socialistische Zelfstandigen (VSZ, 1990 - 2001)

### Socio-culturele organisaties

#### Jongerenorganisaties
- Socialistische Jonge Wacht (SJW, 1886 - ?)
- Rode Valken (1920 - heden)
- Arbeiders Jeugdverbond (AJV, 1928 - ?)
- Federatie van Socialistische Kindergroepen (1932 - 1937)
- Socialistische Arbeidersjeugd Vlaanderen (SJV, 1937 - 1945)
- Syndicale Jeugd (1938 - 1951)
- Socialistische Jeugd (SJ, 1944 - 1965)
- Jongsocialisten (1944 - 2000 / 2012 - heden)
- Mouvement des Jeunes Socialistes (1944 - heden)
- Socialistisch Jeugdverbond (1945 - heden)
- Mutualiteit der Jonge Arbeiders (MJA, 1947 - ?)
- Centraal Comité der Socialistische Kinderwerken (CCSK, 1948 - ?)
- ABVV-Kadetten (1951 - 1976)
- Actief Linkse Studenten (ALS, 1975 - heden)
- Kernvalken (1976 - heden)
- ABVV Jongeren (1976 - 2010)
- Pioniers (? - heden)
- Maatschappelijke Jongeren Actie (MJA, ? - heden)
- Animo (2001 - 2013)
- JOETZ (2001 - heden)
- Comac (2002 - heden)
- Magik? (2010 - heden)
- Working Class Heroes

#### Vrouwenorganisaties
- Federatie van Socialistische Vrouwen (1901 - ca. 1914)
- Socialistische Vrouwen (SV, 1919-2002)
- Socialistische Vooruitziende Vrouwen (SVV, 1922-1975)
- SCC-SVV (1975 - 2003)
- RoSa (Rol en Samenleving, sinds 1978)
- Zij-kant (sinds 2002)
- Marianne (sinds ?)
- VIVA-SVV (sinds 2003)

#### Seniorenorganisaties
- Vlaamse Federatie van Socialistische Gepensioneerden (1947 - ?)
- S-Plus (? - heden)

#### Cultuurorganisaties
- Socialistisch Theatergezelschap (1874 - 1877)
- Multatulikring (1877 - ?)
- Centrale voor Socialistische Cultuurwerken (CSC, ? - 1968)
- Arbeiderstoeristenbond De Natuurvrienden (ATB, 1927 - heden)
- Centrale voor Arbeidersopvoeding (? - 1968)
- August Vermeylenfonds (AVF, 1945 - heden)
- Federatie van Arbeiders Foto- en Kinokringen (FAFK, 1956 - 2001)
- Kultuuropbouw (1963 - 1977)
- Centrale voor Socialistisch Cultuurbeleid (CSC, 1968 - 2002)
- Frans Masereelfonds (1971 - heden)
- Linx+ (? - heden)
- Curieus (2002 - heden)
- Ernest Mandelfonds

- Federatie van Vlaamse Socialistische en Sociaal-progressieve Toneelverenigingen (FVST, 1900 - 2000)
- Vlaamse Federatie van Socialistische Muziekkorpsen en Zangkringen (VFSMZ, 1952 - 2002)

#### Solidariteitsorganisaties
- Entraide Socialiste (1936 - 1978)
- Socialistische Solidariteit (1978 - 1986)
- Fonds voor Ontwikkelingssamenwerking (FOS, 1978 - 1986)
- Geneeskunde voor het Volk (GvhH, 1971 - heden)
- Solidarité Etudiants du Monde[53] (SETM, 1978 - heden)
- Sociale Dienst van Socialistische Solidariteit[54] (SESO)
- Solidarité socialiste FCD (1986 - heden)
- FOS Socialistische Solidariteit (1986 - heden)
- Instituut voor internationale vakbondssamenwerking[55] (ISVI, 1994 - heden)
- Geneeskunde voor de Derde Wereld (G3W)

### Media

#### Tijdschriften
- Journal de Charleroi (1838 - 1966)
- Deutsche Brüsseler Zeitung (1847 - 1848)
- Vooruit (1884 - 1991)
- Korrespondentieblad (1903 - 1914)
- Volksgazet (1914 - 1978)
- De Belgische Vakbeweging (1918 - 1940)
- Le Prolétaire (1919 - 1940)
- La Wallonie (1920 - 1998)
- De Roode Vaan (1921 - 1993)
- Le Drapeau Rouge (1921 - 1936 / 1941 - heden)
- De Jonge Kameraad (1927 - 1936)
- Arbeiderstoerisme (1930 - 1940)
- Radiobode (1931 - 1939)
- Voix Communiste (ca. 1935)
- Spartacus (ca. 1935 - 1936)
- La Voix du Peuple (1936 - 1941)
- Het Vlaamsche Volk (1937 - 1939)
- Résurrection (1940 - ?)
- Le Monde du Travail
- Le Clandestin (1940 - 1941)
- L'Espoir (1941 - ?)
- Morgenrood (1941 - ?)
- Bevrijding (1941 - ?)
- De Werker (1941 - ?)
- De Pionier (1943 - 1945)
- De Nieuwe Werker (1945 - heden)
- De Natuurvriend (1945 - 2006)
- Stuwing (1946 - 1999)
- De Volksturner (1946 - 1993)
- Vriendschap (1953 - 1999)
- Agora
- Gong (1960 - 1963 / 1982 - 2001)
- De Informateur (1961 - 1966)
- Opstanding
- 'Ca ira', De Nieuwe Wereldorde
- L'Exploité
- Clarté
- Staatsgevaarlik
- Diapason (1965 - 2000)
- Beter Leven (1966 - 1997)
- Vlaams Marxistisch Tijdschrift (1966 - 2017)
- Jongerenkontact (1967 - 1992)
- Solidair (1970 - heden)
- Spiraal (1970 - 1987)
- De Morgen (1978 - heden)
- Marxistische Studies (1996 - 2016)
- Tijdingen (1982 - 1995)
- Zap (1991 - 2000)
- Magik? (1992 - 2017)
- Affisje (1994 - 2000)
- Brood & Rozen (1995 - heden)
- Le Matin (1998 - 2001)
- kd. (? - heden)
- Samenleving en Politiek (1994 - heden)

#### Radio & televisie
- Gentsche Socialistische Radioclub (1926 - 1940)
- Antwerpse Socialistische Club van Radioliefhebbers (1928 - 1940)
- Socialistische Arbeiders Radio-Omroep voor Vlaanderen (SAROV, 1929 - 1940)
- Radio Emissions Socialistes d'Expression Française (RESEF)
- Radio-Vlaanderen (1935 - ?)
- Socialistisch Instituut voor Radio en Televisie (SIRT, 1961 - 1997)
- Socialistische Omroep (SOM, 1978 - 2001)
- Stichting Syndicale Omroep (STISO, 1980 - 1997)

### Documententatiecentra & instituten
- Amsab-Instituut voor Sociale Geschiedenis (1980 - heden)
- Centre des Archives du Communisme en Belgique (CArCoB)
- Institut Jules Destrée[56] (1960-1985)
- Instituut voor Marxistische Studies
- Stichting Gerrit Kreveld
- Emile Vandervelde-Instituut (EVI)
- Dacob[57]
- Instituut voor Maatschappijkritische Actie, Vorming en Onderzoek[58] (IMAVO)

### Overige
- Bank van de Arbeid
- Progress Lawyers Network (PLN, 2003 - heden)

## Kunst & cultuur

### Architectuur en historische locaties
- De Zwaan, Grote Markt te Brussel
- Feestlokaal van Vooruit[59], Sint-Pietersnieuwstraat te Gent
- Ons Huis-Bond Moyson[60], Vrijdagsmarkt te Gent (Ferdinand Dierkens)
- Brouwerij Vooruit[61], Dahliastraat 27 te Gent
- Maison du Peuple[62], Place Emile Vandervelde te Dour
- Maison du People, Joseph Stevensstraat te Brussel (Victor Horta)
- Drukkerij De Vooruit[63], Sint-Pietersnieuwsstraat te Gent (Fernand Brunfaut)
- Bank van de Arbeid[64], Volderstraat te Gent

### In woord en beeld
- Multatuliteater (Gent, 1874 - heden)
- Internationale (Pierre De Geyter, 1892)
- Brussels Brecht-Eislerkoor (Brussel, 1978 - heden)
- ManiFiesta (Bredene, 2010 - heden)
- Festival van de Gelijkheid (Gent, 2013 - heden)

## Bekende (ex-)socialisten
Bekende socialisten die geboren of woonachtig zijn of waren in België of een andere significante band met het land hebben:
- Ludo Abicht
- Jeanne Adriaenssens
- Piet Akkerman
- Bert Anciaux
- Edward Anseele
- Edward Anseele jr.
- Antonios Antoniadis
- August Balthazar
- Claire Baril
- Louis Bertrand
- Guy Biamont
- Jan Blommaert
- Henri Boel
- Karel Boeykens
- Désiré Bouchery
- Joseph Bondas
- Jean Borremans
- Gilbert Bossuyt
- Joseph Bracops
- Gustave Breyne
- Désiré Brismeé
- Hervé Brouhon
- Emile Brunet
- Ernest Burnelle
- Max Buset
- Marcel Busieau
- Philippe Busquin
- Eric Byl
- Willy Calewaert
- Nico Cue
- Willy Claes
- Alain Clauwaert
- Edouard Close
- Marcel Colla
- Leo Collard
- André Cools
- Bob Cools
- Caroline Copers
- Maurice Corbisier
- Eric Corijn
- Lode Craeybeckx
- John Crombez
- Guy Cudell
- Norbert De Batselier
- August De Block
- Erik De Bruyn
- Georges Debunne
- Jean Hyppolyte de Colins
- Monica De Coninck
- Erwin De Deyn
- Gustave Defnet
- Alfred Defuisseaux
- Paul De Groote
- Fernand Dehousse
- Jean-Maurice Dehousse
- Achille Delattre
- Rudy De Leeuw
- Myriam Delmée
- Fernand Delmotte
- Jean Delvigne
- Hendrik De Man
- Fernand Demany
- Anne Demelenne
- César de Paepe
- Ida Dequeecker
- Jules Destrée
- Leona Detiège
- Mia De Vits
- August De Winne
- Roger De Wulf
- Elio Di Rupo
- Raymond Dispy
- Marc Drumaux
- Abel Dubois
- Henri Dujardin
- Friedrich Engels
- Charles Everling
- Caroline Gennez
- Pierre Falize
- Hendrik Fayat
- Paul Finet
- Leo Frenssen
- Caroline Gennez
- Aloïs Gerlo
- Thierry Giet
- Ernest Glinne
- Marc Goblet
- Koen Goethals
- Jacques Grippa
- Edmond Hamont
- Lucien Harmegnies
- Adhémar Hennaut
- François Houtart
- Jacques Hoyaux
- Léon Hurez
- Camille Huysmans
- Joseph Jacquemotte
- Henri Janssen
- François Janssens
- Patrick Janssens
- Karine Jiroflée
- Herwig Jorissen
- Yasmine Kherbache
- Meryame Kitir
- Alfred Laboulle
- Julien Lahaut
- Edgard Lalmand
- Yvonne Lambert
- Karl-Heinz Lambertz
- Renaat Landuyt
- Roland Laridon
- Victor Larock
- Edmond Leburton
- Oscar Leclercq
- Léon Lesoil
- Ingrid Lieten
- Ludo Loose
- Paul Lootens
- Jacques Lorez
- Georges Maes
- Paul Magnette
- Louis Major
- Ernest Mandel
- Albert Marteaux
- Ludo Martens
- Karl Marx
- Maurice Massay
- Guy Mathot
- Joseph Merlot
- Kris Merckx
- Joseph Merlot
- Peter Mertens
- Leo Michielsen
- Marcel Minnaert
- André Mordant
- Emiel Moyson
- Achilles Mussche
- Louis Namèche
- Michel Nollet
- Irène Pétry
- Marc-Antoine Pierson
- Roger Piton
- Carlos Polenus
- Jef Ramaekers
- Xavier Relecom
- Chris Reniers
- Jan Reynaers
- Christian Roland
- Henri Rolin
- Antoon Roosens
- Koen Raes
- Ernest Rongvaux
- Alfred Scokaert
- Grégoire Serwy
- Henri Simonet
- Pascal Smet
- Johan Soenen
- Guillaume Solau
- Eugène Soudan
- Paul-Henri Spaak
- Antoon Spinoy
- Guy Spitaels
- Karel Stessens
- Steve Stevaert
- Edmund Stoffels
- Gerlinda Swillen
- Jean Terfve
- Daniël Termont
- Freddy Terwagne
- Joanna Thues
- François Tielemans
- Bruno Tobback
- Louis Tobback
- Léon-Eli Troclet
- Robert Urbain
- Achiel Van Acker
- Frank Van Acker
- Eliane Van Alboom
- Edmond Van Beveren
- Elie Van Bogaert
- Kathleen Van Brempt
- André Van Cauwenberghe
- Johan Vande Lanotte
- André Vanden Broucke
- Frank Vandenbroucke
- Freya Van den Bossche
- Luc Van den Bossche
- Georges Van den Boom
- Dany Vandenbossche
- Laurent Vandersmissen
- Emile Vandervelde
- Jos Van Eynde
- Louis Van Geyt
- Werner Van Heetvelde
- Anne Van Lancker
- Karel Van Miert
- Lode Van Outrive
- War van Overstraeten
- Joseph Van Roosbroeck
- Peter Vanvelthoven
- Xavier Verboven
- Jan Vercammen
- Inga Verhaert
- Piet Vermeylen
- Dominique Verté
- Robert Verteneuil
- Herman Vos
- Alfons Vranckx
- Arthur Wauters
- Joseph Wauters
- Jos Wijninckx
- Freddy Willockx
- Karim Zahidi
- Lode Zielens
- Matthias Zimmermann